# الاتحاد السوفيتي
اتحاد الجمهوريات الاشتراكية السوفيتية والمعروف بإسم الإتحاد السوڤيتي هي دولة اشتراكية سابقة عابرة للقارات، شملت حدودها أغلب مساحة أوراسيا من عام 1922م حتى انحلالها في عام 1991م. وخلال وجودها، كانت أكبر دولة من حيث المساحة، مُمتدة عبر إحدى عشرة منطقة زمنية وتشترك في الحدود مع اثني عشر دولة، وثالث أكبر دولة من حيث عدد السكان. 
ولد الاتحاد السوفيتي من رحم الإمبراطورية الروسية التي أصابها الضعف والوهن مما حل بها من أحداث سياسية مثل الثورة الروسية التي قامت عام 1917م وتحولت فيما بعد إلى الحرب الأهلية الروسية والتي دامت أربعة أعوام كاملة فيما بين 1918م وحتى 1921م. في أعقاب الأضطرابات التي تلت الثورة الروسية، قامت ثورة أخري وهي ثورة أكتوبر عام 1917م عندما أطاح البلاشفة بقيادة ڤلاديمير لينين بالحكومة المؤقتة التي حلت في وقت سابق محل الملكية في الإمبراطورية الروسية في أعقاب الثورة الأولي، وكانت بداية حرب أهلية بين الجيش الأحمر البلشفي والعديد من القوات المناهضة للبلشفية عبر الإمبراطورية السابقة، ومن بينهم أكبر فصيل وهو الجيش الأبيض أو الحرس الأبيض، الذي شارك في قمع عنيف ضد الشيوعية، ويُعرِفها البلاشفة وأنصارهم من العمال والفلاحين باسم الإرهاب الأبيض. توسع الجيش الأحمر وساعد البلاشفة المحليين على تولي السلطة، وإنشاء السوفيتات. بحلول عام 1922م، انتصر البلاشفة، وشكلوا الاتحاد السوفيتي بتوحيد جمهوريات روسيا، والقوقاز، وأوكرانيا، وبيلاروس.
تكون الاتحاد السوفيتي من اتحاد العديد من الدول السوفيتية فيما بينها مكونة الكيان السياسي المعروف، وإن كان اسم «روسيا» (كُبرى الدول المؤسسة للاتحاد السوفيتي والوريث الشرعي له) ظل يُطلق على الكيان السياسي الجديد لفترة من الوقت من قِبل الغرب حتى مع وجود اسم «الاتحاد السوفيتي». وبنظرة سريعة نجد أن الاتحاد السوفيتي لم تكن له حدود دولية ثابتة منذ نشأته، إذ تغيّرت حدوده بتغير الزمن وتعاقب الأحداث التاريخية حيث قاربت حدوده في أعقاب الحرب العالمية الثانية حدود الإمبراطورية الروسية السابقة خاصة بعد ضم مساحات شاسعة من الأراضي المجاورة لأراضيه والتي تمثّلت في دول البلطيق وشرق بولندا ومنطقة بيسارابيا في شرق أوروبا وبذلك كان الاتحاد السوفيتي قد استعاد كامل حدود الإمبراطورية الروسية ماعدا باقي الأراضي البولندية والفنلندية وألاسكا.
بعد وفاة لينين عام 1924م، تولى جوزيف ستالين السلطة، وبدأ برنامج التحول الصناعي في الاتحاد السوفيتي والتنظيم الجماعي الذي أدى إلى نمو اقتصادي كبير ولكنه ساهم في مجاعة بين عامي 1930م و1933م والتي قيل إنها قتلت الملايين. تم توسيع نظام معسكرات العمل القسري الچولاچ. خلال أواخر الثلاثينيات، أجرت حكومة ستالين التطهير الكبير لإزالة المعارضين، مما أدى إلى عمليات ترحيل واسعة النطاق واعتقالات ومحاكمات صورية مصحوبة بخوف عام. بعد فشله في بناء تحالف مناهض للنازية في أوروبا، وقّع الاتحاد السوفيتي معاهدة عدم اعتداء مع ألمانيا النازية عام 1939م. ورغم ذلك، غزت ألمانيا الاتحاد السوفيتي عام 1941م في أكبر غزو بري في التاريخ، فاتحةً بذلك الجبهة الشرقية للحرب العالمية الثانية. لعب السوفييت دورًا حاسمًا في هزيمة دول المحور وتحرير معظم أوروبا الوسطى والشرقية. ولكن أتي ذلك بتكلفة باهظة، فقد تكبدوا ما يُقدر بـ 28 مليون ضحية، وهو ما يُمثل معظم الخسائر بين الحلفاء المنتصرين. في أعقاب الحرب، حول الاتحاد السوفيتي الأراضي التي احتلها الجيش الأحمر، مُشكلًا دولًا أشتراكية تابعة للاتحاد السوفيتي، وحقق تنمية اقتصادية سريعة رسخت مكانته كقوة عظمى.
أدت التوترات الجيوسياسية مع الولايات المتحدة إلى الحرب الباردة. اندمجت الكتلة الغربية بقيادة الولايات المتحدة في حلف شمال الأطلسي (الناتو) في عام 1949م، مما دفع الاتحاد السوفيتي إلى تشكيل تحالفه العسكري الخاص، حلف وارسو، في عام 1955م. لم يشارك أي من الجانبين في مواجهة عسكرية مباشرة، وبدلًا من ذلك قاتلوا على أساس أيديولوجي ومن خلال حروب بالوكالة. في عام 1953م، بعد وفاة ستالين، قام الاتحاد السوفيتي بحملة لاجتثاث الستالينية بقيادة نيكيتا خروتشوف، والتي شهدت انتكاسات ورفضًا للسياسات الستالينية. تسببت هذه الحملة في توترات أيديولوجية مع جمهورية الصين الشعبية بقيادة ماو تسي تونغ، وبلغت ذروتها في الانقسام الصيني السوفيتي المرير. خلال الخمسينيات من القرن الماضي، وسَّع الاتحاد السوفيتي جهوده في استكشاف الفضاء وتولى زمام المبادرة في سباق الفضاء مع أول قمر صناعي، وأول رحلة فضائية بشرية، وأول محطة فضائية، وأول مسبار يهبط على كوكب آخر.
في عام 1985، سعى آخر زعيم سوفيتي، ميخائيل غورباتشوف، إلى إصلاح البلاد من خلال سياساته للإنفتاح (الغلاسنوست) وإعادة الهيكلة (البيريسترويكا). في عام 1989م، أطاحت دول مختلفة من حلف وارسو بأنظمتها المدعومة من السوفيت، مما أدى إلى سقوط الكتلة الشرقية. اندلعت موجة كبيرة من الحركات القومية والانفصالية في جميع أنحاء الاتحاد السوفيتي، وخاصة في أذربيجان وجورجيا ودول البلطيق. في عام 1991م، وسط الجهود المبذولة للحفاظ على البلاد كاتحاد متجدد، دفعت محاولة انقلاب ضد غورباتشوف من قبل شيوعيين، أكبر الجمهوريات - أوكرانيا وروسيا وبيلاروسيا - إلى الانفصال. في 26 ديسمبر، اعترف غورباتشوف رسميًا بتفكك الاتحاد السوفيتي. أشرف بوريس يلتسين، زعيم جمهورية روسيا الاتحادية الاشتراكية السوفيتية، على إعادة تشكيلها في الاتحاد الروسي، الذي أصبح الدولة الخلف للاتحاد السوفيتي؛ ظهرت جميع الجمهوريات الأخرى كدول مستقلة تمامًا بعد انهيار الاتحاد السوفيتي. تأسست رابطة الدول المستقلة في أعقاب الانهيار الكارثي للاتحاد السوفييتي، على الرغم من أن دول البلطيق لم تنضم إليها أبداً.
حقق الاتحاد السوفيتي خلال فترة وجوده العديد من الإنجازات والابتكارات الاجتماعية والتكنولوجية الهامة. كان الاتحاد السوفيتي من أكثر الدول الصناعية تقدمًا خلال فترة وجوده. كان لديه ثاني أكبر اقتصاد وأكبر جيش قائم في العالم. بصفته دولة مصنفة بموجب معاهدة عدم انتشار الأسلحة النووية، كان يمتلك أكبر ترسانة من الأسلحة النووية في العالم. بصفته دولة من الحلفاء المنتصرين في الحرب العالمية الثانية، كان عضوًا مؤسسًا في الأمم المتحدة وأحد الأعضاء الخمسة الدائمين في مجلس الأمن التابع للأمم المتحدة. قبل تفككه، كان الاتحاد السوفيتي أحد القوتين العظميين في العالم من خلال هيمنته في أوروبا الشرقية وآسيا، ودبلوماسيته العالمية، ونفوذه الأيديولوجي (خاصة في الجنوب العالمي)، وقوته العسكرية، وقوته الاقتصادية، وإنجازاته العلمية.
كان يتكون من خمسة عشر جمهورية ذات حكم ذاتي. وتعد موسكو التي كانت متواجدة في جمهورية روسيا الاشتراكية السوفيتية عاصمة لها. المراكز الحضرية الرئيسية الأخرى كانت لينينغراد (كانت أيضاً في جمهورية روسيا الاشتراكية السوفيتية)، كييف (في جمهورية أوكرانيا الاشتراكية السوفيتية)، مينسك (في جمهورية بيلاروس الاشتراكية السوفيتية)، طشقند (في جمهورية أوزبكستان الاشتراكية السوفيتية)، ألما آتا (في جمهورية كازاخستان الاشتراكية السوفيتية) ونوفوسيبيرسك.

## الاسم
الاسم مأخوذ عن الترجمة الروسية للاسم الكامل لاتحاد الجمهوريات الاشتراكية السوفيتية وهو Союз Советских Социалистических Республик () نق: (سايوز سافيتسكيخ سوتسياليستيتسشكخ ريسبوبليك) ويعرف اختصارا بالروسية СССР أو «إس إس إس إر» ويعرف عامة بالاسم القصير له وهو الاتحاد السوفيتي (وتصوت الاتحاد السوڤييتي) والمأخوذ عن الاسم القصير له والمترجم من الروسية وهو Советский Союз، (سافيتسكي سايوز). وكلمة «سوفيت» في اللغة الروسية (والنطق الصحيح لها «سافيت») تعني «النصيحة» أما كلمة «سافيت» ككيان والتي اشتق منها اسم الدولة فيما بعد فكانت الاسم الذي أطلق على أول مجلس محلي للعمال أنشئ في مقاطعة «إيفانافو» في عهد الإمبراطورية الروسية السابقة عام 1905م. ويعد مجلس السوفيت المرجعية الأساسية للمجتمع والنظام الشيوعي في اتحاد الجمهوريات الاشتراكية السوفيتية.

## الجغرافيا والامتداد
بلغت المساحة الإجمالية للاتحاد السوفيتي 22,276,060 كيلومتر مربع. وبالتالي كان هذا الاتحاد أكبر دولة في العالم وكذلك روسيا التي تعد الوريث الأساسي لهذا الامتداد الجغرافي وتغطي هذه المساحة حوالي سدس المساحة الإجمالية للكرة الأرضية (من دون احتساب المحيطات والبحار / اليابسة فقط) وكان هذا الحجم مماثلا لحجم القارة الأمريكية الشمالية كاملة. شكّل الجزء الأوروبي من الاتحاد السوفيتي ربع مساحة البلاد وكان أيضا يمثّل مركز الثقل الاقتصادي والثقافي للبلاد وفي نفس الوقت امتد المجال الشرقي في آسيا إلى سواحل المحيط الهادئ شرقا أما جنوبا إلى حدود أفغانستان وباستثناء بعض المناطق في آسيا الوسطى كان هذا المجال الشاسع ذا كثافة سكانية ضعيفة وضم هذا الفضاء 12 منطقة زمنية وخمسة مناطق مناخية (التندرا. التايغا. السهوب. الصحراء والجبال )
كما كان للاتحاد السوفيتي أطول حدود في العالم وكذلك الأمر بالنسبة للاتحاد الروسي حيث بلغ طولها حوالي 60,000 كيلومتر
وفي الاتحاد السوفيتي أكبر بحيرة مياه عذبة وهي بحيرة بايكال وهي لا تزال الآن جزءا من روسيا، أما الدول التي كانت تحد الاتحاد السوفيتي هي أفغانستان، الصين، تشيكوسلوفاكيا، فنلندا، المجر، إيران، منغوليا، كوريا الشمالية، النرويج، بولندا، رومانيا، وتركيا.

## التاريخ
يعتبر الاتحاد السوفيتي وريثاً للإمبراطورية الروسية وما أعقبها من حكومة انتقالية صورية قصيرة العمر بزعامة جيورجي لفوف ومن بعده أليكساندر كيرينسكي وذلك منذ نهاية حكم آخر القياصرة الروس وهو القيصر نيكولاي الثاني والذي انتهى حكمه فعليا في مارس من عام 1917 حيث أُزيحت الإمبراطورية عن حكم البلاد في أعقاب ثورة فبراير وحلّت حكومة انتقالية بديلا عنها لم تدم أكثر من ستة أشهر إلى أن أُقْصِيَت هي الأخرى عن الحكم بواسطة فلاديمير لينين في نوفمبر من نفس العام وذلك في أعقاب ثورة أكتوبر.
ومنذ 1917 وحتى 1922 كوّنت جمهورية روسيا الاتحادية الاشتراكية السوفيتية النواة الأساسية للاتحاد السوفيتي حيث كانت دولة مستقلة في تلك الفترة كحال باقي الدول السوفيتية في ذلك الوقت حتى تم إعلان قيام الاتحاد السوفيتي رسمياً في السادس والعشرين من ديسمبر لعام 1922 وذلك عن طريق تكوين اتحاد فيدرالي ضم أربعة دول وهي جمهورية روسيا الاتحادية الاشتراكية السوفيتية (والتي عرفت باسم روسيا البلشفية) بالإضافة إلى جمهوريات أوكرانيا وبيلاروس والقوقاز الاشتراكية السوفيتية الأخرى والتي كان البلاشفة قد سيطروا على مقاليد الحكم بها.
كان الاتحاد السوفيتي منذ ضم جمهورية إستونيا الاشتراكية السوفيتية في السادس من أغسطس عام 1940 وحتى اعترافه بجمهورية كاريليا الفنلندية الاشتراكية السوفيتية كجمهورية كاريليا الاشتراكية السوفيتية الممنوحة حكما ذاتيا في السادس عشر من يوليو عام 1956، كان تعداد الدول الاتحادية قد بلغ ست عشرة دولة.) وكونه أقدم الدول الدستورية الشيوعية كان الاتحاد السوفيتي النموذج المحتذى به لأغلب الدول الساعية لتطبيق الأفكار الماركسية اللينينية خلال فترة الحرب الباردة. وكانت المؤسسات الحكومية والسياسية بالبلاد توصف باسم المؤسسات البلشفية حتى أصبح يطلق عليها فيما بعد اسم الحزب الشيوعي السوفيتي.
ومنذ عام 1945 وحتى تفكك الاتحاد السوفيتي عام 1991 (وهي الفترة التي عرفت في التاريخ بالحرب الباردة) كانتا الاتحاد السوفيتي والولايات المتحدة القوتان العظميان المسيطرتان على الأجندة الدولية بكل جوانبها سواء الاقتصادية أو تلك المتعلقة بالشؤون الدولية لباقي الدول وحتى العمليات العسكرية التي تشنها باقي الدول على بعضها البعض إضافة إلى التبادل الثقافي والتقدم العلمي الشامل خاصة في مجال الأبحاث واستكشاف الفضاء حتى امتدت السيطرة لمجال الألعاب والمسابقات الدولية مثل الألعاب الأوليمبية وبطولات العالم في الرياضات المختلفة.
وتعد روسيا الاتحادية الوريث الشرعي للاتحاد السوفيتي والتي كانت عضواً في اتحاد الدول المستقلة وقوة عالمية ذات ثقل معترف بها، حيث أخذت روسيا ممثليها الدوليين والكثير من قواتها المسلحة عن الاتحاد السوفيتي السابق.

### فلاديمير لينين
هو أبو الدولة السوفيتية، وُلد في عام 1870 وتخرّج محامياً لكنه أصبح ثورياً وعندما قرأ كتب ماركس وأنجلز تغيّر نمط حياته فأصبح رجلاً ماركسياً متأثراً بالماركسية وبدأ نشاطاته الثورية ضد الإمبراطورية الروسية وإقامة دولة شيوعية. وعندما قامت الثورة ضد القيصر نيقولاي الثاني تمكن الثوار من تحقيق النصر فقامت حكومة روسية مؤقتة وكان فلاديمير لينين يريد الوصول إلى سدة الحكم وإقامة دولة روسية شيوعية تتبع النظام الاشتراكي فقام البلاشفة عام 1917 بالثورة التي عُرفت بالثورة البلشفية تحت إمرة لينين. تمكن البولشيفيك من القضاء على الحكومة الروسية المؤقتة وقيام جمهورية روسيا الاتحادية الاشتراكية السوفيتية وأصبح لينين زعيماً لروسيا وكان مساعده الأول في الثورة ليون تروتسكي قد تعرّض لمحاولة اغتيال برصاصتين وأصيب برأسه ولكنه لم يستسلم. أصبح لينين قائد الدولة السوفيتية في الحرب الأهلية الروسية وتحقق الانتصار لصالح لينين. قام الأطباء بعمليات جراحية وتمكّنوا من إخراج رصاصة واحدة أما الأخرى فبقيت ولم يستطيعوا إخراجها فتعرّض لينين إلى جلطات دماغية وكانت آخر واحدة هي القاتلة فتوفي لينين عام 1924 وأُقيمت جنازة كبيرة له وتم تحنيطه ووضعه في الضريح واعتبر ضريحه جزءاً من الساحة الحمراء في موسكو.

### الثورة وتأسيس الدولة السوفيتية
بدأ النشاط الثوري في الإمبراطورية الروسية على يد متمردي ديسمبر في عام 1825، وبالرغم من أن العبودية قد ألغيت من كل أنحاء الإمبراطورية عام 1861 على يد القيصر أليكسندر الثاني وأعطي الأقنان أو كما يسمون «ملح الأرض» حريتهم إلا أن القانون الإصلاحي الجديد لم يعط الفلاحين البسطاء حقوقهم بقدر ما أعطاهم من حرية مما كون دافعا جديداً لدى الثوار للتخلص من الحكم القيصري. وعلى الرغم من إنشاء البرلمان المحلي (الدوما) عام 1906 وذلك في أعقاب ثورة 1905 إلا أن قيصر روسيا في ذلك الوقت قام بإحباط كل المحاولات لتحويل البلاد من الملكية المطلقة إلى الملكية الدستورية. مما أدى إلى تعاظم الاضطرابات الداخلية والغضب الشعبي العام من مجمل الأحداث خاصة بعدما نالت جيوش الإمبراطورية هزيمة نكراء خلال الحرب العالمية الأولى وما تبعها من نقص في الطعام والمؤَن خاصة في المدن الكبرى.
وقد ساهمت انتفاضة شعبية قام بها السكان في مدينة سان بطرسبورغ اعتراضا على تدني حالة البلاد العسكرية والأخلاقية وتراجعها في شتى المجالات في إشعال ثورة شاملة في كافة أنحاء البلاد عرفت باسم ثورة فبراير مما أدّى إلى الإطاحة بالنظام القيصري في مارس 1917 حيث حلّت الحكومة الروسية المؤقتة محل الحكم القيصري الأوتوقراطي والتي أراد قادتها (أي الحكومة المؤقتة) إجراء انتخابات محلية لتكوين المجلس التشريعي الروسي عن طريق الاقتراع الشعبي بالإضافة إلى الاستمرار في الحرب العالمية الأولى بجانب قوات الحلفاء.
وفي نفس الوقت ومن أجل ضمان حقوق الطبقة العاملة في المجتمع تنامت اتحادات العمال، والتي أطلق عليها اسم «سافيت»، بطول البلاد وعرضها وتعاظم دورها خاصة في لمِّ شمل الثوار وتوفير مكان مناسب يأوي اجتماعاتهم، ومن تلك المجالس والاتحادات السوفيتية استطاع البلاشفة بقيادة فلاديمير لينين الترويج لثوراتهم والقيام بها حتى تمكنوا خلال ثورة أكتوبر من انتزاع السلطة من الحكومة المؤقتة في نوفمبر من عام 1917. وبحلول ديسمبر من العام نفسه قام البلاشفة بتوقيع اتفاقية هدنة مع قوات المحور إلا أن القتال تجدد مرة أخرى في فبراير من العام التالي حتى قام السوفيت بوضع نهاية للحرب وتوقيع معاهدة بريست-ليتوفسك في الثالث من مارس من عام 1918 والتي قضت بخروج جمهورية روسيا الاتحادية الاشتراكية السوفيتية من الحرب العالمية الأولى.
ولم تستقر الأمور للقوى السوفيتية الناشئة إلا بعد حرب أهلية طويلة الأمد دامت لمدة أربعة سنوات بداية من عام 1917 وحتى عام 1923 بين الجيش الأحمر وحركة البيض وما تضمنته تلك الحرب من تدخل أجنبي من جانب القوى العظمى في ذلك الوقت ومن بعده إصدار الأحكام بإعدام القيصر نيكولاي الثاني وعائلته. وفي مارس من عام 1921 دارت رحى الحرب مرة أخرى على الجبهة الشرقية فيما عرف بالحرب الروسية البولندية بين القوات الروسية والقوات البولندية المدعومة بالحركات الانفصالية في بيلاروس وأوكرانيا وانتهت بتوقيع معاهدة ريغا بين بولندا وروسيا السوفيتية، إلا أن تلك المعاهدة لم تقم بتهدئة الأوضاع بالقدر الكافي حيث اضطر الاتحاد السوفيتي في دخول نزاعات مسلحة مماثلة مع دولا أخرى كانت ترنو إلى الاستقلال منذ عهد الإمبراطورية مثل فنلندا إستونيا ولاتفيا وليتوانيا.

### العلاقات المبكرة مع الصين
مع نهاية عصر إمبراطورية الصين بزوال حكم سلالة كينج نهائيا عام 1911 بقيت الصين لفترة من الزمن تحت حكم الكثير من أمراء الحرب العظام منهم والضعاف في فترة عرفت في تاريخ الصين الحديث بعصر أمراء الحروب، ومن أجل إعادة الاستقرار للبلاد واسترجاع الأراضي التي استقل بها حكامها عن بر الصين الرئيسي الذين سيطروا على مساحات كبيرة من شمال الصين، قامت الحركات المناهضة للملكية وكذلك الحزب القومي الجديد في الصين الكومينتانج بالإضافة إلى رئيس جمهورية الصين في ذلك الوقت صن يات سين بطلب تدخل القوى الخارجية لمساعدته على الإمساك بزمام الأمور.
ومع تجاهل الديموقراطية الغربية لطلبات صن يات سين بمد يد العون له ومساعدته على تدارك الأمور في البلاد، توجه صن يات سين إلى الاتحاد السوفيتي في عام 1921 الذي وجد قادته في المطالب الصينية فرصة سانحة لمد نفوذهم وفكرهم السياسي لهذه البقعة المؤثرة في آسيا ومن ثم قام الاتحاد السوفيتي بوضع الخطط اللازمة لدعم كل من الكومينتانج (حيث تعهد أودلف جوفي ممثل الاتحاد السوفيتي في الصين بدعم بلاده للمساعي الحثيثة التي يقودها صن يات سين من أجل توحيد الصين وذلك في خطاب مشترك جمع بين الطرفين في شانغهاي عام 1923.) وكذلك الحزب الشيوعي الصيني حديث العهد بالحياة السياسية. وبالرغم من ميل الاتحاد السوفيتي نحو إرساء قواعد الحزب الشيوعي في الصين إلا أنه كان مستعداً للخروج فائزا في كلتا الحالتين سواء ببقاء السلطة في يد القوميين أو تحولها للشيوعيين مما أدّى إلى تأجج الصراع على السلطة بين الطرفين.

### توحيد الجمهوريات السوفيتية
في الثامن والعشرين من ديسمبر عام 1922 تم عقد مؤتمر حضره وفود مفوضة من كل من جمهورية روسيا الاتحادية الاشتراكية السوفيتية وجمهورية القوقاز الاشتراكية السوفيتية وجمهورية أوكرانيا الاشتراكية السوفيتية وجمهورية بيلاروس الاشتراكية السوفيتية أقرّوا فيه اتفاقية تأسيس اتحاد الجمهوريات الاشتراكية السوفيتية وكذلك إعلان تأسيس اتحاد الجمهوريات الاشتراكية السوفيتية وتم التصديق على كلتا الوثيقتين مع انعقاد مجلس السوفيت الأعلى لاتحاد الجمهوريات الاشتراكية السوفيتية للمرة الأولى في الثلاثين من ديسمبر لعام 1922، تلك الوثائق التي قام بتوقيعها رؤساء الوفود الممثلين في ميخائيل كالينين وميخا تسخاكايا عن روسيا وميخائيل فرونز عن القوقاز وجريجوري بيتروفسكي عن أوكرانيا وأخيرا أليكساندر شيرفياكوف رئيسا لوفد بيلاروس.

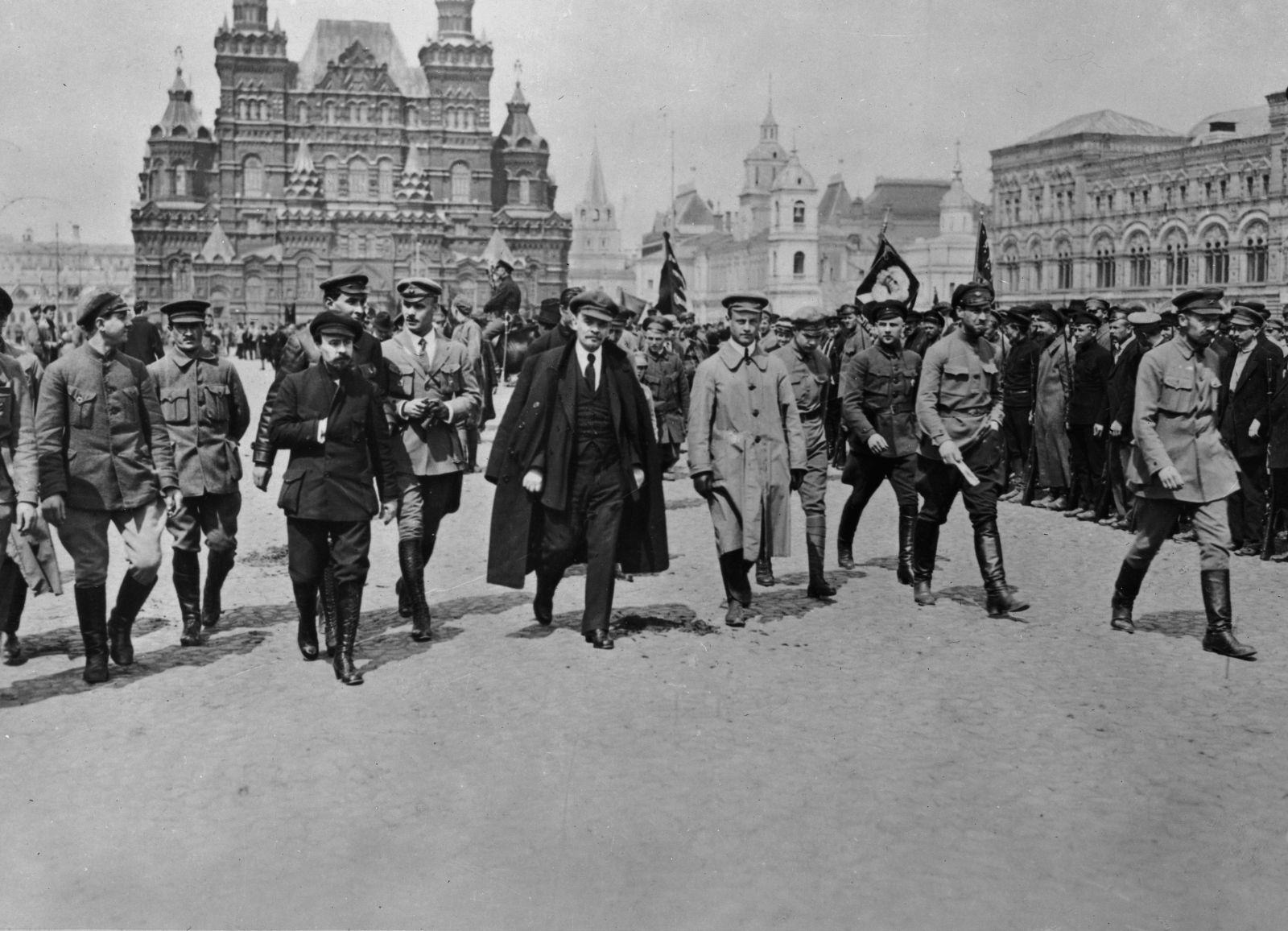
لينين في الميدان الأحمر، موسكو في ٢٥ مايو ١٩١٩م.

وفي الأول من فبراير لعام 1924 اعترفت الإمبراطورية البريطانية رسمياً بالاتحاد السوفيتي وفي نفس العام وضع الدستور السوفيتي وتم التصديق عليه ليضفي جانب الشرعية على الوحدة التي قامت بين جمهوريات روسيا الاتحادية والقوقاز وأوكرانيا وبيلاروس الاشتراكية السوفيتية وما ترتب عليها من إعلان تأسيس «اتحاد الجمهوريات الاشتراكية السوفيتية».
وبدأت إعادة الهيكلة الاقتصادية والصناعية والسياسية منذ باكورة عهد القوى السوفيتية الناشئة وتحديداً منذ عام 1917 حيث تم تنفيذ العديد من الخطط الإصلاحية من خلال المراسيم السوفيتية الأولية والموقعة من جانب فلاديمير لينين ولم تكن قد ارتقت بعد لمرتبة الدساتير. واحدة من أهم تلك الخطط الإصلاحية هي خطة غويلرو والتي هدفت لإيصال الكهرباء لكل أنحاء الجمهورية السوفيتية كخطوة أساسية لإعادة الهيكلة الاقتصادية. وخرجت الخطة أول مرة للنور عام 1920 ووضع لها جدول زمني للانتهاء منها قدر بعشرة إلى خمسة عشر عام واعتمدت أساسا لإنشاء شبكة محلية من 30 محطة طاقة عشرة منهم يقومون بتوليد الكهرباء عن طريق الطاقة الكهرمائية بالإضافة إلى كل ما يتبع تلك المحطات من مصانع كبرى تستخدم الكهرباء في تشغيلها. واستمر تنفيذ تلك الخطة منذ إعلانها عام 1920 حتى استكملت بحلول عام 1931 وأصبحت نموذجاً للخطط الخمسية السوفيتية الأخرى والتي تبنتها الحكومة ووصل عدد الخطط إلى ثلاثة عشر خطة خمسية منذ عام 1928 وحتى زوال الاتحاد السوفيتي عام 1991.

### حكم ستالين
منذ بداية نشأته في السنوات الأولى، تبنّى الاتحاد السوفيتي نظام الحزب الواحد في الحكم وهو الحزب الشيوعي (أو حزب البلاشفة) والذي دافع عنه القادة السوفيت وبرروا وجوده كحزب أوحد في البلاد بأنها الطريقة المثلى لتأكيد القضاء على النفوذ الرأسمالي في البلاد وضمان عدم عودته مرة أخرى للاتحاد السوفيتي كذلك تطبيقا وإرساء لقواعد المركزية الديموقراطية التي تمثّل إرادة الشعب الحر.

جوزيف ستالين.

ومنذ الأيام الأخيرة في حياة لينين وعدم قدرته على أداء دوره السياسي نتيجة لمرضه الشديد حامت الشكوك حول مستقبل البلاد الاقتصادي خاصة ما يتعلق بالمجال الزراعي حيث قامت حكومة الاتحاد السوفيتي في وقت سابق بالسماح مرة أخرى بالملكية الفردية للأراضي الزراعية بجانب الملكية العامة المملوكة أساسا للدولة خلال العشرينيات من القرن الماضي وذلك في محاولة لتدوير عجلة الإنتاج الزراعي بعد نهاية الحرب الأهلية الروسية وتكوين حكومة سوفيتية جديدة حلت محل حكومة الحرب التي كانت منوطة بإدارة شؤون البلاد طوال فترة الحرب الأهلية كما قامت الحكومة بفرض ضرائب جديدة على المنتجات الزراعية بدلا من جمع المحاصيل والمنتجات الأخرى من الحقول وتوزيعها وذلك تطبيقا لما أقرته الحكومة السوفيتية وأطلقت عليه اسم السياسة الاقتصادية الجديدة؛ ومن ثم احتدم الصراع بين القادة السوفيت على السلطة بعد وفاة لينين عام 1924.
حدثت العديد من التغيرات في الحياة السياسية داخل الاتحاد السوفيتي بداية من تولي السلطة والصراع من أجلها وحتى البحث عن بديل يقوم بالدور الشاغر الذي تركه لينين بعد وفاته والذي كان كبيرا بالفعل لدرجة دفعت القادة السوفيت لتكوين «الترويكا» وهو مجلس ثلاثي يتكون من ثلاثة أفراد من القوى السياسية البارزة في البلاد ويوكل لهذا المجلس إقرار القوانين والأمور السياسية المتعلقة بالبلاد دون التدخل في شؤون الحكم ذاتها وهو نموذج مأخوذ أساسا عن الإمبراطورية الرومانية القديمة، وتم اختيار جريجوري زينوفايف من أوكرانيا وليف كامينيف من روسيا ويوسف (جوزيف) ستالين من جورجيا كأعضاء في «الترويكا».
بدأ ستالين في بسط نفوذه السياسي منذ أن قام لينين بتعيينه رئيسا للجنة الرقابة الإدارية والتي كانت تقوم بأعمال تفتيش مفاجئة لضمان جودة سير العمل في مختلف المصالح والمنشآت الحكومية وعرفت تلك الهيئة باسم «لجنة العمل والفلاحين التفتيشية» أو اختصارا (رابكرين). وفي الثالث من إبريل لعام 1922م تولى ستالين منصب سكرتير عام الحزب الشيوعي السوفيتي ومن هذه المرحلة صعود ستالين للسلطة عمل ستالين على تكوين نفوذ قوي في أرجاء الحياة السياسية في الاتحاد السوفيتي معتمدا على عزل وتنحية كل معارضيه داخل الحزب حتى أصبح الزعيم الأوحد للبلاد مع نهاية العقد الثاني من القرن العشرين وأقر سياسات شمولية لحكم البلاد، خاصة بعدما تخلص من آخر معارضيه وهم جريجوري زينوفايف وليون تروتسكي حيث قام بطردهما من اللجنة المركزية للحزب الشيوعي السوفيتي ومن بعد نفيهما سواء داخل البلاد (زينوفايف) أو خارجها (تروتسكي).
في عام 1928م قدم ستالين الخطة الخمسية الأولى من أجل بناء اقتصاد شيوعي شامل في البلاد. وبقدر سعي ستالين نحو تحقيق الاشتراكية الدولية التي عمل من أجلها لينين من قبل وكانت أحد المبادئ التي نادت بها الثورة، عمل ستالين على تأكيد نظرية شيوعية الدولة الواحدة التي كان قد نادى بها من قبل عام 1924. ففي المجال الصناعي على سبيل المثال أحكمت الدولة السوفيتية قبضتها على كل الهيئات الصناعية والإنتاجية متبنية العديد من البرامج تصنيعية الضخمة، كما قامت بإنشاء المزارع الجماعية من أجل تحقيق نهضة مماثلة في المجال الزراعي.

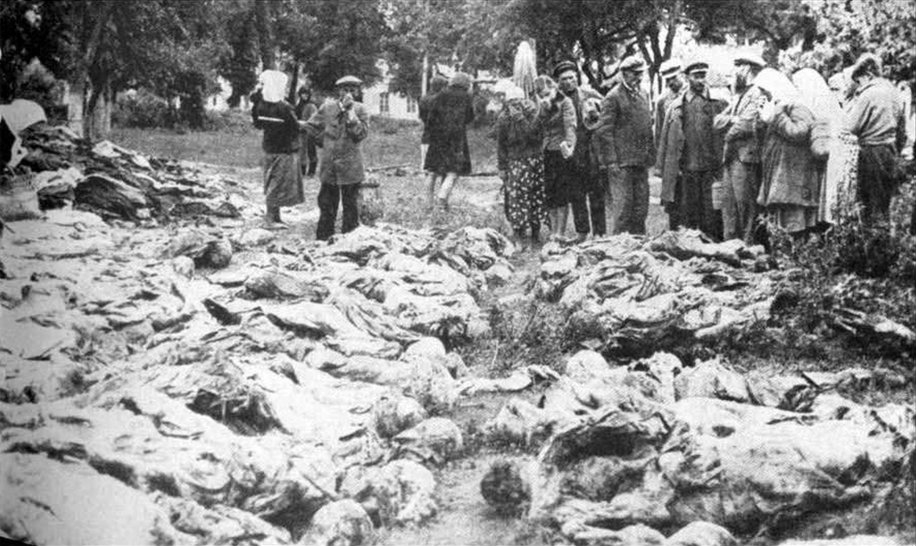
ضحايا القمع السوفييتي الشامل، واستخراج الجثث. كان هذا الموضوع محظورًا حتى عام 1991م.

لاقت فكرة إنشاء المزارع الجماعية معارضات شديدة من جانب الكولاك (مالكي المزارع وأصحاب الملكيات الخاصة للأراضي الزراعية) بالإضافة إلى بعض الفلاحين ميسوري الحال نسبيا الذي كانوا يتعمدون إخفاء جزء من إنتاجهم الزراعي وعدم تسليمه للدولة وبيعه لحسابهم الخاص فيما بعد. مما أدى لعديد من الاشتباكات بين الكولاك من جانب والسلطات المحلية وبقية الفلاحين الفقراء من جانب آخر الأمر الذي أدى لانتشار المجاعات في أنحاء البلاد مما دفع ستالين للتخلص من الكولاك حيث تم اعتقالهم سياسيا وإرسالهم إلى الجولاج للقيام بأعمال السخرة الجماعية. كما ورد وجود العديد من حركات الاغتيال المنظم لغالبية الكولاج الذين كانوا يقدرون بنحو 60 مليون فرد (كما وصفهم الروائي الروسي الشهير أليكساندر سولجينيتسين) حتى تناقص عددهم لأقل من 700 ألف فرد (وفقا للمصادر الإخبارية الروسية).
واستمر الاضطراب المحلي في التنامي حتى منتصف العقد الثالث من القرن الماضي مع استمرار ستالين في الاعتماد على نيكولاي ايزهوف في سياسة التطهير الكبرى تجاه الحزب الشيوعي وأعضائه من البلاشفة القدماء وحتى الذين شاركوا مع لينين نفسه في ثورة أكتوبر. ومع ذلك وبالرغم من الأزمة الاقتصادية التي عانى منها العالم بأسره في منتصف الثلاثينات إلا أن الاقتصاد السوفيتي كان من أقوى الأنظمة الاقتصادية الموجودة في الفترة التي سبقت الحرب العالمية الثانية.

#### فترة الثلاثينيات

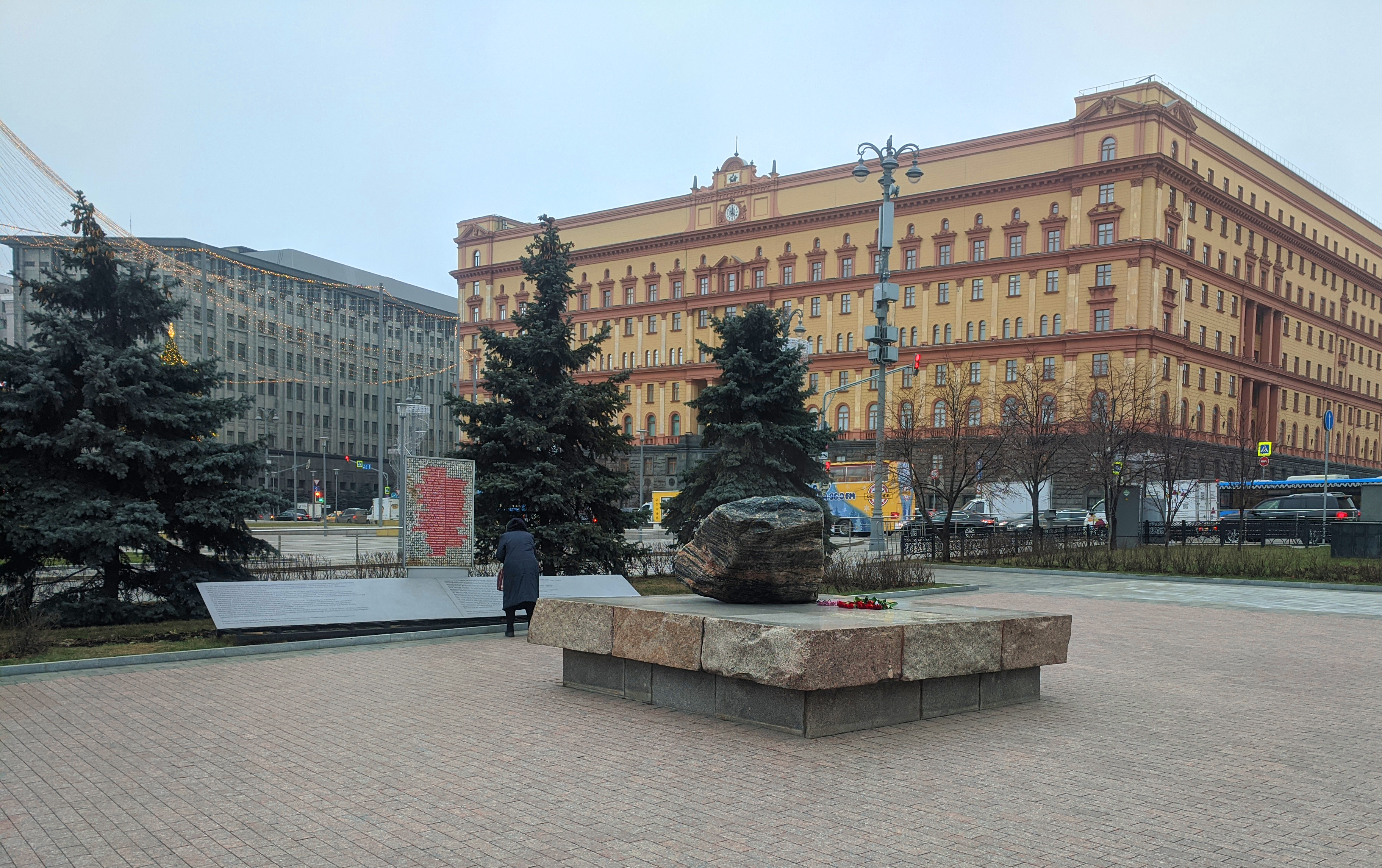
نصب تذكاري لضحايا الجولاج في موقع مبنى لجنة أمن الدولة السابق، الذي يضم الأجهزة الخاصة الروسية الحالية

شهدت السنوات الأولى من العقد الثالث للقرن الماضي تعاونا وتقاربا بين الاتحاد السوفيتي والعالم الغربي كما شارك الاتحاد السوفيتي في المؤتمر العالمي لنزع السلاح في الفترة ما بين 1932 وحتى 1934، وفي 1933 أقيمت العلاقات الدبلوماسية بين الولايات المتحدة والاتحاد السوفيتي وبعدها بعام في سبتمبر 1934 انضم الاتحاد السوفيتي لعصبة الأمم. وبالتوازي مع ذلك، نظم النظام الستاليني في عامي 1932 و1933 مجاعة مصطنعة أدت إلى مقتل نحو 10 ملايين شخص. ومع تفجر الحرب الأهلية الإسبانية قام الاتحاد السوفيتي بدعم الجمهوريين في مواجهة القوميين بقيادة فرانسيسكو فرانكو المدعوم من قبل إيطاليا الفاشية وألمانيا النازية. في عامي ١٩٣٧ و١٩٣٨، نظّم نظام ستالين ما سُمّي بالإرهاب الأعظم، وهي حملة قمع سياسي جماعي. خلال هذه الفترة وحدها، أُعدم حوالي مليون شخص بتهم ملفقة، وأُعيد تأهيل معظمهم لاحقًا لإثبات براءتهم بعد وفاة ستالين. في سبتمبر/أيلول 1939، غزا الاتحاد السوفييتي بولندا، مباشرةً بعد غزو النازيين، ولعب دورًا هامًا في إشعال الحرب العالمية الثانية. في العام نفسه، غزا الاتحاد السوفييتي فنلندا، لكنه هُزم في أوائل عام 1940، وخسر نحو 300 ألف روح، ولم يحتل سوى جزء صغير من البلاد. لقد تم تقييد مناقشة القمع الجماعي بشدة من قبل الرقابة الشمولية في الستينيات والثمانينيات من القرن العشرين، والتي نشرت لفترة وجيزة جرائم الكرملين ضد شعبه ونسبتها حصريًا إلى ستالين، متجاهلة حقيقة أنه لم يفعل سوى الاستمرار في سياسات لينين، والتي بدأت مع اندلاع الحرب الأهلية و"الإرهاب الأحمر". في واقع الأمر، لم يبدأ التحقيق في جرائم النظام السوفييتي إلا في تسعينيات القرن العشرين.

## الحرب العالمية الثانية

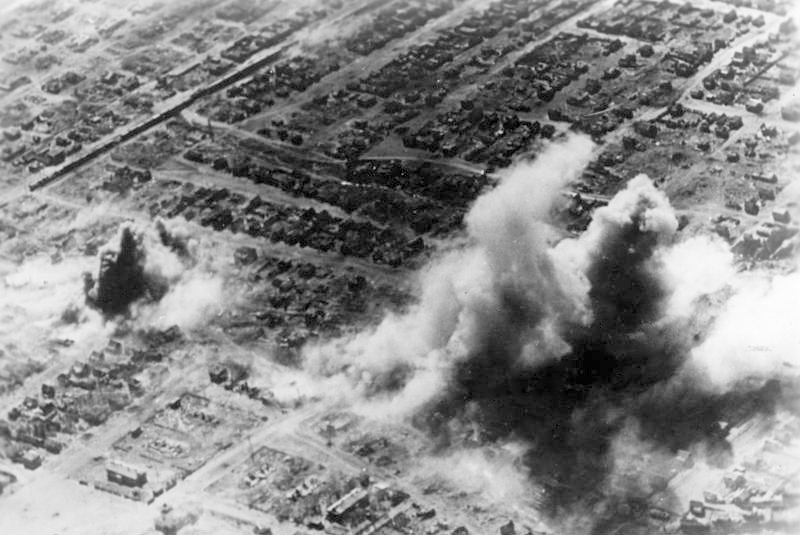
القصف الألماني ستالينچراد (فولغوغراد حاليًا).

رغم أنه مازال الجدل قائما حول نية الاتحاد السوفيتي غزو ألمانيا أو لا. إلا أن الرايخ الثالث خرق اتفاقية عدم الاعتداء واجتاح الاتحاد السوفيتي في 22 جوان 1941م مما سبب اندلاع ما يسمى في الاتحاد السوفيتي آنذاك «الحرب الوطنية العظمى» ولكن الجيش الأحمر تمكن من إيقاف الهجوم الألماني الذي بدا لا يقهر في البدء في معركة موسكو مستفيدا من عامل الشتاء القارس الذي حل بالبلاد آنذاك. وعلاوة على ذلك وجهت معركة ستالينغراد التي استمرت من أواخر سنة 1942 إلى بداية سنة 1943 ضربة قاسية للقوات النازية مما حول مسار الحرب بشكل كلي لفائدة الجيش الأحمر وبعد هذه المعركة اجتاح الجيش السوفيتي أراضي أوروبا الشرقية وصولا إلى برلين. وقد تكبد الجيش الألماني 80 بالمئة من خسائره على الجبهة الشرقية
وفي نفس السنة (1945) اتفق الاتحاد السوفيتي من الحلفاء في مؤتمر يالطا على إلغاء الحياد السوفيتي مع اليابان وقامت القوات السوفيتية باجتياح الأراضي اليابانية المسيطر عليها من قبل مانشوكو في 9 آب 1945 مما ساهم في استسلام اليابان.
ورغم الانتصار على القوات الألمانية وسقوط برلين. إلا أن الاتحاد السوفيتي عانى بشدة من جراء الحرب العالمية الثانية. حيث قتل حوالي 27 مليون نسمة ورغم هذه الخسائر أصبح قوة عظمى في الفترة التي سبقت الحرب وأصبحت له علاقات تقريبا مع كل دولة في العالم في أواخر الأربعينات. وكان من الأعضاء المؤسسين لمنظمة الأمم المتحدة وأحد الأعضاء الدائمين العضوية والذين يملكون حق النقض.

حافظ الاتحاد السوفيتي على مكانته كأحد القوتين العظمتين في ذلك الوقت من خلال هيمنته على شرق أوروبا والقوة العسكرية والاقتصادية والتقدم العلمي والتكنولوجي.

## الحرب الباردة

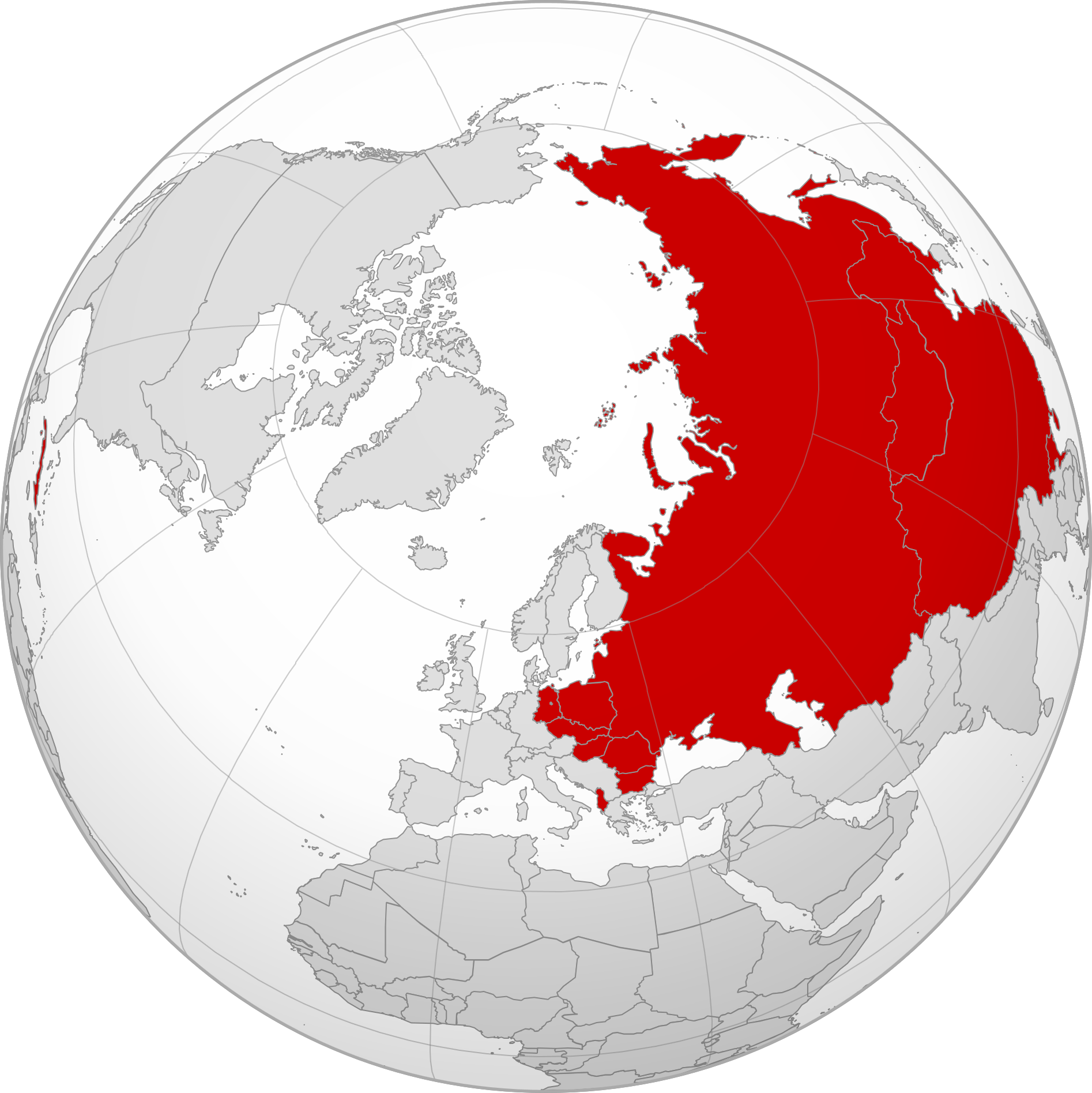
خريطة توضح أقصى امتداد إقليمي للاتحاد السوفيتي والدول التي هيمنت سياسيًا واقتصاديًا وعسكريًا في عام 1960 ، بعد الثورة الكوبية عام 1959 ولكن قبل الانقسام الصيني السوفيتي الرسمي لعام 1961 (المساحة الكلية: c. 35,000,000 km^{2})

وبعد الحرب العالمية الثانية بدأت فترة النزاع والتوتر بين المعسكر الشرقي الاشتراكي بقيادة الاتحاد السوفيتي والمعسكر الغربي الرأسمالي بقيادة الولايات المتحدة لتبدا من عام 1945م هذه الحرب والتي انتهت في عام 1991م بعد انهيار الاتحاد السوفيتي.

### الحرب الكورية
بدأت الحرب الأهلية الكورية عام 1950 بين كوريا الاشتراكية وكوريا الجنوبية فبدأت الحرب النزاعية فكان كل من الصين والاتحاد السوفيتي يدعمان كوريا الشمالية اما كوريا الجنوبية فكانت تدعمها الولايات المتحدة وتركيا فكانت الحرب مستمرة ونزاعية وفي عام 1953 تم إعلان انقسام شبه الجزيرة الكورية إلى شمالية وجنوبية.

### الحرب الفيتنامية
بدأت الحرب الفيتنامية بين فيتنام الشمالية والجنوبية فكانت فيتنام الجنوبية والولايات المتحدة يقاتلان فيتنام الشمالية بمساعدة الصين والاتحاد السوفيتي وانتهت الحرب بفوز فيتنام الشمالية الشيوعية فاتحدتا لتمثلا فيتنام.

### انتهاء الحرب الباردة
وفي عام 1991 أعلن عن انهيار الاتحاد السوفيتي فتنتهي هذه المرحلة بزوال حلف وارسو وتفكك الاتحاد السوفيتي وإعلان رابطة الدول المستقلة وزوال الحزب الشيوعي السوفيتي.

## السياسة
في الاتحاد السوفيتي وجدت ثلاثة أذرع لممارسة السلطة. الذراع التشريعي يمثلها مجلس السوفيت الأعلى. الذراع التنفيذي ممثلا في مجلس الوزراء وأخير الحزب الشيوعي السوفيتي الحزب القانوني الوحيد وهو أيضا الحزب الحاكم والصانع الأول للسياسة العامة.

### الحزب الشيوعي
على رأس الحزب الشيوعي ثمة اللجنة المركزية المنتخبة من قبل مؤتمر الحزب والمؤتمرات الأخرى وتتولى اللجنة المركزية بدورها انتخاب المكتب السياسي للحزب الذي يرأسه أمين عام. وبحكم الأمر الواقع فإن الأمانة العامة أعلى منصب سياسي في الاتحاد السوفيتي.
حافظ الحزب على هيمنته الكاملة على الحياة السياسية في الاتحاد السوفيتي من خلال سيطرته على التعيينات. المناصب الحكومية الهامة والقيادية وعضوية مجلس السوفيت الأعلى شغلت من قبل كبار أعضاء الحزب من ستالين وخروتشيف الذين شغلا منصب رئيس مجلس الدولة.

## العلاقات الخارجية
خلال فترة حكم ستالين، كان اتخاذ القرارات السياسية النهائية منوطًا به فقط. خلافًا لذلك، كانت مهمة تحديد سياسة الاتحاد السوفيتي الخارجية منوطة بلجنة السياسة الخارجية التابعة للجنة المركزية للحزب الشيوعي في الاتحاد السوفيتي، أو المكتب السياسي للجنة المركزية للحزب الشيوعي للاتحاد السوفيتي. تضطلع وزارة الخارجية المستقلة بالعمليات. عُرفت باسم المفوضية الشعبية للشؤون الخارجية حتى عام 1946. من بين المتحدثين الرسميين الأكثر نفوذًا جورج تشيشيرين (1872-1936)، ومكسيم ليتفينوف (1876-1951)، وفياتشيسلاف مولوتوف (1890-1986)، وأندري فيشينسكي (1883-1954)، وأندري غروميكو (1909-1989). اتخذ المفكرون من معهد موسكو الحكومي للعلاقات الدولية مقرًا لهم.
الكومنترن (1919-1943)، أو ما يُعرف بالمنظمة الشيوعية الدولية، وهي منظمة شيوعية دولية مقرها الكرملين وتنادي بالشيوعية العالمية. اعتزم الكومنترن «النضال بجميع ما أُتيح له من وسائل، بما في ذلك القوة المسلحة، في سبيل الإطاحة بالبرجوازية الدولية وإنشاء جمهورية سوفيتية دولية تمثل مرحلة انتقالية تمهد إلى إلغاء الدولة تمامُا.» أُلغي الكومنترن في خطوة للمصالحة مع بريطانيا والولايات المتحدة.
- كوميكون، مجلس التعاون الاقتصادي المتبادل، وهو منظمة اقتصادية قامت خلال الفترة 1949-1991 خلال حكم الدولة السوفيتية التي تألفت من دول الكتلة الشرقية بالإضافة إلى العديد من الدول الشيوعية في أماكن أخرى من العالم. قلقت موسكو إزاء خطة مارشال، فأنشأت الكوميكون بهدف منع البلدان في منطقة نفوذ السوفيت من التحرك نحو تلك التي في أمريكا وجنوب شرق آسيا. أُنشئ الكوميكون ردًا من الكتلة الشرقية على تشكيل منظمة التعاون الاقتصادي الأوروبي.[15]
- حلف وارسو، وهو تحالف دفاعي جماعي جرى تأسيسه في عام 1955 بين الاتحاد السوفيتي والدول التابعة له في أوروبا الشرقية خلال الحرب الباردة. كان حلف وارسو المكمل العسكري للكوميكون، المنظمة الاقتصادية الإقليمية للدول الاشتراكية في أوروبا الوسطى والشرقية. أُنشئ حلف وارسو ردًا على ضم ألمانيا الغربية إلى حلف شمال الأطلسي.[16][17]
- الكومنفورم (1947-1956)، وهو مكتب الإعلام الشيوعي غير الرسمي ومكتب الإعلام الرسمي التابع للأحزاب الشيوعية وحزب العمال، وأول وكالة رسمية للحركة الماركسية اللينينية الدولية منذ حل الكومنترن في عام 1943. تمثل دوره بتنسيق الإجراءات بين الأحزاب الماركسية- اللينينية في إطار الحكم السوفيتي. وظفه ستالين لأمر الأحزاب الشيوعية في أوروبا الغربية بالتخلي عن خططها البرلمانية والتركيز، عوضًا عن ذلك، على إعاقة عمليات خطة مارشال سياسيًا. اضطلع المكتب بمهمة تنسيق المساعدات الدولية المُقدمة للمتمردين الماركسيين اللينينيين أثناء الحرب الأهلية اليونانية في عام 1947-1949. طرد يوغسلافيا في عام 1948 بعد أن أصر جوسيف بروز تيتو على وضع برنامج مستقل. روجت صحيفة المكتب، في سبيل السلام الدائم وديمقراطية الشعب! لمواقف ستالين. كان تركيز الكومنفورم على أوروبا يعني التأكيد على الثورة العالمية في السياسة الخارجية السوفيتية. حوّل المكتب انتباه الأحزاب القائمة نحو التركيز على الشخصيات وليس القضايا، وذلك من خلال الإعلان عن إيديولوجية موحدة.[18][19]

### السياسات المبكرة (1919- 1939)
انخرطت القيادة الماركسية اللينينية للاتحاد السوفيتي بمناقشة مكثفة بشأن قضايا السياسة الخارجية وغيّرت إجراءاتها على نحو متكرر. استمرت المناقشات حتى بعد تولي ستالين السيطرة الدكتاتورية في أواخر عشرينيات القرن العشرين، وكثيرًا ما غيّر مواقفه.
خلال فترة قيام الدولة، كان من المفترض أن تندلع الثورات الشيوعية في جميع الدول الصناعية الكبرى، ووقع على عاتق الدولة السوفيتية مسؤولية مساعدة تلك الثورات. جرى توظيف الكومنترن لإتمام تلك المهمة. اندلعت بضع ثورات بالفعل، ولكنها سرعان ما قُمعت، وكانت ثورة المجر الأطول فترة بينها –الجمهورية السوفيتية المجرية– واستمرت فقط من 21 مارس 1919 إلى 1 أغسطس 1919. لم يكن البلاشفة الروس في وضع يسمح لهم بتقديم أي مساعدة.
بحلول عام 1921، أدرك لينين وتروتسكي وستالين حقيقة قيام الرأسمالية واستقرارها في أوروبا وعدم وجود ثورات على نطاق واسع في أي وقت قريب. تعيّن على البلاشفة الروس حماية ما لديهم في روسيا، وتجنّب المواجهات العسكرية التي قد تدمر مقدمة الجسر. أصبحت روسيا وألمانيا دولتين منبوذتين آنذاك. توصلت الدولتان إلى اتفاق في عام 1922 بموجب معاهدة رابالو التي حسمت المظالم التي طال أمدها. في الوقت ذاته، وضعت الدولتان برامج تدريبية سرية لعمليات الجيش الألماني والقوات الجوية غير المشروعة في معسكرات مخفية في الاتحاد السوفيتي.
في نهاية المطاف، توقفت موسكو عن تهديد الدول الأخرى، وعزمت بدلًا من ذلك على إقامة علاقات تجارية سلمية، وسعت إلى الحصول على الاعتراف الدبلوماسي. رفضت المملكة المتحدة تحذيرات ونستون تشرشل وبضعة آخرين بشأن استمرار التهديد الماركسي اللينيني، وأقامت علاقات تجارية مع الاتحاد واعترفت به دبلوماسيًا في عام 1922. كان هناك أمل في تسوية الديون القيصرية قبل الحرب، ولكنها أُجّلت مرارًا وتكرارًا. اعتُرف رسميًا بالاتحاد عندما تولى حزب العمال الجديد السلطة في عام 1924. حذت جميع الدول حذو بريطانيا في إقامة علاقات تجارية مع الاتحاد. أقام هنري فورد علاقات تجارية واسعة النطاق مع السوفيت في أواخر عشرينيات القرن العشرين، على أمل أن تؤدي إلى السلام على المدى الطويل. في عام 1933، اعترفت الولايات المتحدة رسميًا باتحاد الجمهوريات الاشتراكية السوفيتية، وهو قرار أيده الرأي العام ولا سيما المصالح التجارية للولايات المتحدة التي كانت تتوقع إقامة أسواق مربحة جديدة.
في أواخر عشرينيات القرن العشرين ومطلع ثلاثينياته، أمر ستالين الأحزاب الماركسية اللينينية في جميع أنحاء العالم بمعارضة الأحزاب السياسية غير الماركسية أو النقابات العمالية أو المنظمات الأخرى اليسارية بشدة. ناقض ستالين نفسه في عام 1934، حيث أنشأ برنامج الجبهة الشعبية الذي دعا جميع الأحزاب الماركسية إلى الانضمام إلى جميع القوى السياسية والعمالية والتنظيمية المناهضة للفاشية والتي كانت معارضة للفاشية، ولا سيما التي تألفت من التنوع النازي.
في عام 1939، عقب نصف عام من اتفاق ميونيخ، حاول الاتحاد السوفيتي تشكيل تحالف ضد النازية مع فرنسا وبريطانيا. اقترح أدولف هتلر صفقة أفضل، والتي كان من شأنها أن تمنح الاتحاد السوفيتي السيطرة على جزء كبير من أوروبا الشرقية بموجب ميثاق مولوتوف- ريبنتروب. في سبتمبر، تعرضت بولندا للغزو الألماني، تلاه غزو الاتحاد السوفيتي لها في وقت لاحق من ذلك الشهر، ما أدى إلى تقسيم بولندا بين الدولتين. ردًا على ذلك، أعلنت بريطانيا وفرنسا الحرب على ألمانيا، إيذانًا ببداية الحرب العالمية الثانية.

### الحرب العالمية الثانية (1939- 1945)
سيطر جوزيف ستالين على جميع العلاقات الخارجية للاتحاد السوفيتي خلال فترة ما بين الحربين العالميتين وحتى وفاته في عام 1953. على الرغم من تصعيد الحرب الألمانية واندلاع الحرب الصينية اليابانية الثانية، لم يتعاون الاتحاد السوفيتي مع أي دولة أخرى، واختار أن يسلك طريقه بنفسه. أما بالنسبة للأهداف الإيديولوجية، نظر السوفيت إلى الاشتراكيين المعتدلين على انهم أكثر أعدائهم كراهية، ولكنهم تعاونوا معهم في نهاية المطاف خلال الحرب الأهلية الإسبانية.

### الحرب الباردة (1945- 1991)
الحرب الباردة هي فترة من التوتر الجغرافي السياسي بين الولايات المتحدة والاتحاد السوفيتي وحلفائهم، الكتلة الغربية والكتلة الشرقية، والتي بدأت في أعقاب الحرب العالمية الثانية في عام 1945. يُستخدم مصطلح الحرب الباردة للدلالة على عدم اندلاع قتال مباشر واسع النطاق بين القوتين العظميين، إلا أن كل منهما دعم النزاعات الإقليمية الكبرى المعروفة باسم الحروب بالوكالة. دار النزاع حول الصراع الأيديولوجي والجيوسياسي من أجل تحقيق القوتين العظميين النفوذ العالمي، وذلك عقب تحالفهما المؤقت وانتصارهما ضد ألمانيا النازية في عام 1945. علاوة على تطوير الترسانات النووية والانتشار العسكري التقليدي، جرى التعبير عن الكفاح لتحقيق الهيمنة بوسائل غير مباشرة كالحرب النفسية، والحملات الدعائية، والتجسس، وعمليات الحظر طويلة الأمد، والتنافس في المحافل الرياضية، والسباق التكنولوجي.

## الأقسام الإدارية
من الناحية الدستورية، اعتُبر الاتحاد السوفيتي اتحادًا تألف من جمهوريات الاتحاد التأسيسي، والتي كانت إما دولًا وحدوية، مثل أوكرانيا أو بيلاروسيا، أو اتحادات، مثل روسيا أو ما بلاد وراء القوقاز، شكلت جميع هذه الجمهوريات الأربع ما عُرف بالجمهوريات المؤسسة التي وقعت معاهدة إنشاء الاتحاد السوفيتي في ديسمبر 1922. في عام 1924، خلال تعيين الحدود الوطنية في آسيا الوسطى، ضم الاتحاد أوزبكستان وتركمانستان إلى تركستان الروسية، وضم جمهوريتي خوارزم وبخارى لتصبح دولتان تابعتان للاتحاد السوفيتي. في عام 1929، انفصلت طاجيكستان عن جمهورية أوزبكستان الاشتراكية السوفيتية. مع صدور دستور عام 1936، جرى حل جمهورية جنوب شرق أوروبا ما وراء القوقازية، ما أدى إلى تحويل جمهورياتها المكونة لأرمينيا وجورجيا وأذربيجان إلى جمهوريات تابعة للاتحاد، في حين انفصلت كازاخستان وقيرغيزيا عن جمهورية جنوب شرق آسيا الروسية، ما أدى إلى وضعها بالمركز ذاته. في أغسطس 1940، تشكلت مولدافيا من أجزاء من أوكرانيا وبيسارابيا وبوكوفينا الشمالية. جرى ضم استونيا ولاتفيا وليتوانيا في الاتحاد الذي لم يعترف به أغلب المجتمع الدولي واعتبره احتلالًا غير قانوني. جرى تقسيم كاريليا من روسيا واعتبارها جمهورية اتحادية في مارس 1940 وأُعيد استيعابها في عام 1956. بين يوليو 1956 وسبتمبر 1991، تشكّل التحاد من 15 جمهورية اتحادية.
في حين أن الاتحاد اعتُبر اتحادًا متكافئًا نسبيًا، إلا أن الممارسة العملية للاتحاد السوفيتي خضعت لهيمنة الروس. كانت روسيا المهيمن المطلق إلى درجة الإشارة للاتحاد أحيانًا (ولكن بشكل غير صحيح) باسم روسيا. بينما كانت جمهورية جنوب شرق آسيا من الناحية التقنية جمهورية واحدة فقط ضمن الاتحاد الأكبر، إلا أنها كانت الأكبر (من ناحية عدد السكان والمساحة)، والأقوى والأكثر تطورًا، والمركز الصناعي للاتحاد السوفيتي. كتب المؤرخ ماثيو وايت أنه لم يكُن يخفى على أحد أن البنية الاتحادية للبلاد لم تكُن سوى وجهة زائفة للهيمنة الروسية. لهذا السبب، عُرف شعب الاتحاد السوفيتي بالروس، وليس السوفيت.

## الاقتصاد

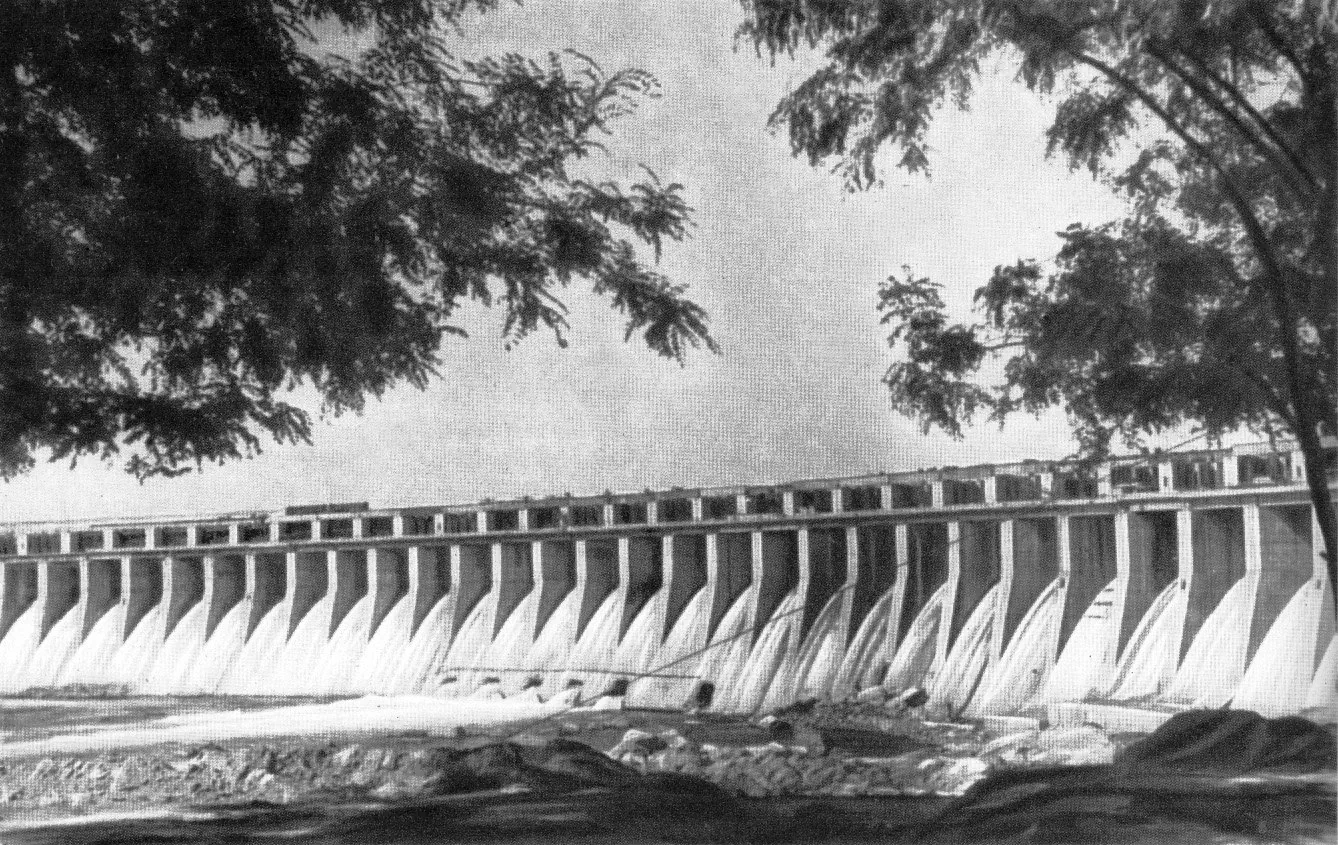
محطة دنيبروجيس، إحدى محطات الطاقة الكهرومائية العديدة في الاتحاد السوفيتي.

كان اقتصاد الاتحاد السوفيتي يعتمد أسلوب التخطيط الممركز حيث وجدت خطط خماسية لكل فترة بها الأولويات الاقتصادية للدولة وشملت هذه الأولويات كل القطاعات خاصة في فترة الحكم الستالينية حيث شهد الاقتصاد السوفيتي تطوراً ملحوظا من دولة فلاحية إلى دولة صناعية خاصة مع عمليات التنقيب عن النفط في سبيريا واكتشاف ثروات معدنية هائلة في تلك المنطقة مما سهل عملية تعافي الاقتصاد السوفيتي وكذلك ازدهر الاقتصاد السوفيتي بوجود التعاونيات الفلاحية السفخوزات وهو تعاونيات تُطبق فكرة الملكية الجماعية لوسائل الإنتاج أما عن الاستثمارات فقد انعدمت الاستثمارات الفردية في الدولة السوفيتية الا بعد الاستثمارات الفلاحية الصغيرة العائلية خاصة وسيطرت الحكومة المركزية على كل فروع الاقتصاد السوفيتي منها الخدمات والصناعة والفلاحة مما دعم وجود الدولة في كل المجالات الاقتصادية لكن رغم ما حققه الاتحاد السوفيتي من نهضة اقتصادية شاملة في عهدي ستالين وخروتشوف سرعان ما ضعفت الحكومة المركزية في موسكو مما سبب انهيار العديد من القطاعات الاقتصادية وكذلك بسبب النفقات على السلاح والحرب السوفيتية الأفغانية إنهار الاقتصاد السوفيتي انهيارا كبيرا وذلك في آخر سنوات الاتحاد.

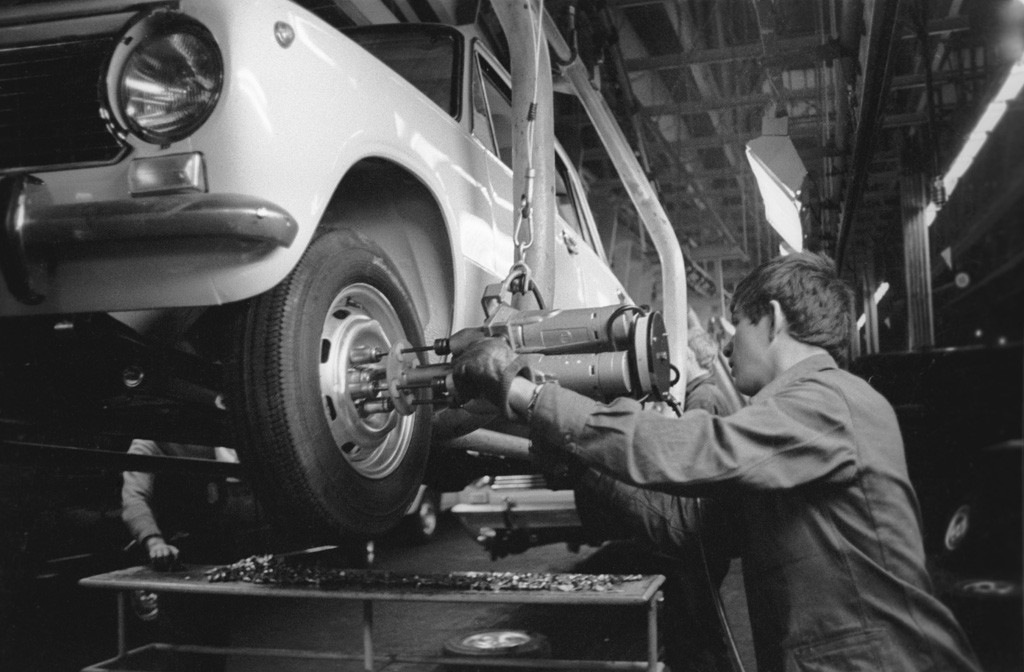
مصنع أوتوفاز (VAZ) في عام 1969م.

اعتمد الاتحاد السوفيتي اقتصادًا موجهًا، حيث كان إنتاج وتوزيع السلع مركزيًا وموجهًا من قبل الحكومة. خلال الغالبية العظمى من وجوده، لم يستخدم الاتحاد السوفيتي الناتج المحلي الإجمالي لقياس اقتصاده، بل اعتمد بدلاً من ذلك على نظام المنتجات المادية. كانت أول تجربة للبلاشفة مع الاقتصاد الموجه هي سياسة شيوعية الحرب، التي تضمنت تأميم الصناعة، والتوزيع المركزي للإنتاج، والاستيلاء القسري على الإنتاج الزراعي، ومحاولات القضاء على تداول النقود، والمؤسسات الخاصة، والتجارة الحرة. كما استُخدمت قوات الحاجز لفرض سيطرة البلاشفة على إمدادات الغذاء في المناطق التي يسيطر عليها الجيش الأحمر، وهو دور سرعان ما أكسبهم كراهية السكان المدنيين الروس. بعد الانهيار الاقتصادي الحاد، استبدل لينين شيوعية الحرب بالسياسة الاقتصادية الجديدة (NEP) في عام 1921م، مما شرع التجارة الحرة والملكية الخاصة للشركات الصغيرة. ونتيجة لذلك، انتعش الاقتصاد بثبات.
بعد نقاش طويل بين أعضاء المكتب السياسي حول مسار التنمية الاقتصادية، تخلى ستالين، بعد توليه السلطة في عامي 1928 و1929م، عن السياسة الاقتصادية الجديدة (NEP) ودفع باتجاه التخطيط المركزي الكامل، وبدأ في التجميع القسري للزراعة وسن تشريعات عمل صارمة. حُشدت الموارد للتحول الصناعي، مما أدى إلى توسيع كبير في القدرة السوفيتية في الصناعات الثقيلة والسلع الرأسمالية خلال ثلاثينيات القرن العشرين. كان الدافع الرئيسي للتصنيع هو الاستعداد للحرب، ويرجع ذلك في الغالب إلى عدم الثقة في العالم الرأسمالي الخارجي، الذي كان قد غزا روسيا خلال الحرب الأهلية لتدمير القوات الشيوعية. ونتيجة لذلك، تحول الاتحاد السوفيتي من اقتصاد زراعي إلى حد كبير إلى قوة صناعية عظيمة، مما مهد الطريق لظهوره كقوة عظمى بعد الحرب العالمية الثانية. تسببت الحرب في دمار واسع النطاق للاقتصاد والبنية التحتية السوفيتية، مما تطلب إعادة بناء ضخمة.

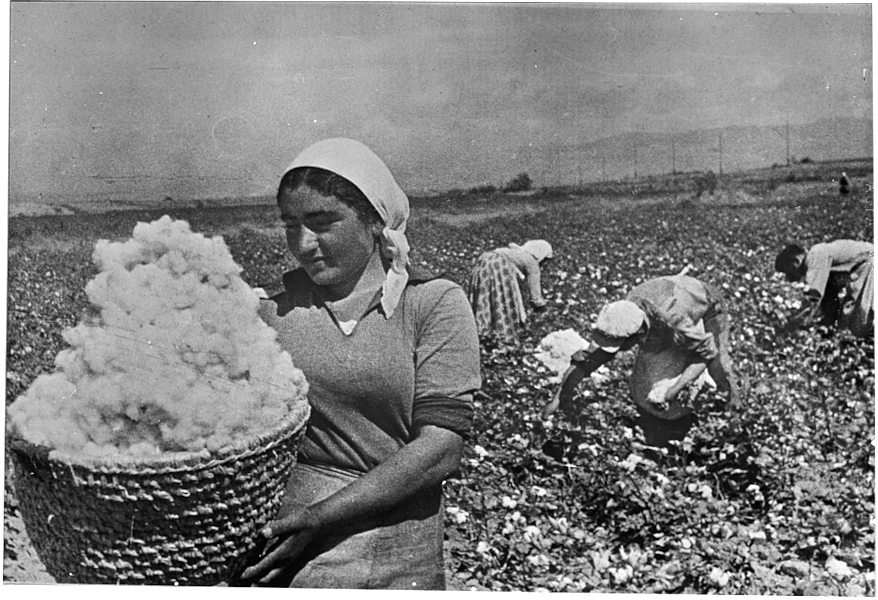
قطف القطن في أرمينيا في ثلاثينيات القرن العشرين.

بحلول أوائل الأربعينيات من القرن العشرين، أصبح الاقتصاد السوفييتي مكتفيًا ذاتيًا نسبيًا؛ ففي معظم الفترة حتى إنشاء مجلس التعاون الاقتصادي(الكوميكون)، لم يتم تداول سوى حِصة ضئيلة من المنتجات المحلية دوليًا. بعد إنشاء الكتلة الشرقية، ارتفعت التجارة الخارجية بسرعة. ومع هذا، كان تأثير الاقتصاد العالمي على الاتحاد السوفييتي محدودًا بالأسعار المحلية الثابتة واحتكار الدولة للتجارة الخارجية.[2] أصبحت الحبوب والمصنوعات الاستهلاكية المتطورة من السلع الرئيسية المُستوردة منذ حوالي الستينيات. خلال سباق التسلح في الحرب الباردة، كان الاقتصاد السوفييتي مثقلًا بالنفقات العسكرية، والتي ضغطت لإنتاجها بيروقراطية قوية كانت تعول على صناعة الأسلحة بشديدة. في الوقت نفسه، أصبح الاتحاد السوفييتي أكبر مصدر للأسلحة إلى العالم الثالث. تم تخصيص جزء من الموارد السوفيتية خلال الحرب الباردة كمساعدات للدول المتحالفة مع السوفيت. كانت الميزانية العسكرية للاتحاد السوفييتي في سبعينيات القرن العشرين ضخمة، حيث شكلت ما بين 40% إلى 60% من إجمالي الميزانية الفيدرالية ومثلت 15% من الناتج المحلي الإجمالي للاتحاد السوفييتي (13% في ثمانينيات القرن العشرين).
منذ ثلاثينيات القرن الماضي وحتى تفككه أواخر عام ١٩٩١م، ظلّ أسلوب عمل الاقتصاد السوفييتي دون تغيير جوهري. كان الاقتصاد يُدار رسميًا من خلال التخطيط المركزي، وتُنفّذه هيئة التخطيط الحكومي (Gosplan)، ويُنظّم في خطط خمسية. ومع ذلك، عمليًا، كانت الخطط مُجمّعة ومؤقتة للغاية، وعرضة لتدخلات غير متوقعة من الرؤساء. وكانت القيادة السياسية تتخذ جميع القرارات الاقتصادية الحاسمة. وكانت الموارد المُخصّصة وأهداف الخطة تُقيّم عادةً بالروبل بدلًا من السلع المادية. وكان الائتمان مُثبّطًا، ولكنه انتشر على نطاق واسع. وتمّ التخصيص النهائي للإنتاج من خلال عقود غير مركزية نسبيًا وغير مُخطّط لها. ورغم أن الأسعار كانت تُحدّد قانونيًا من الأعلى نظريًا، إلا أنها كانت تُتفاوض عليها عمليًا في كثير من الأحيان، وكانت الروابط الأفقية غير الرسمية (مثلًا بين مصانع الإنتاج) واسعة الانتشار.
مُوِّل عدد من الخدمات الأساسية من قِبل الدولة، مثل التعليم والرعاية الصحية. في قطاع التصنيع، مُنحت الصناعات الثقيلة والدفاع الأولوية على السلع الاستهلاكية. وكانت السلع الاستهلاكية، وخاصةً خارج المدن الكبرى، نادرةً في كثير من الأحيان، رديئة الجودة ومحدودة التنوع. في ظل الاقتصاد الموجه، لم يكن للمستهلكين تأثير كبير على الإنتاج، ولم يكن من الممكن تلبية الاحتياجات المتغيرة للسكان ذوي الدخل المتنامي من خلال الإمدادات بأسعار ثابتة جامدة. نشأ اقتصاد ثانوي ضخم غير مخطط له بمستويات منخفضة إلى جانب الاقتصاد المخطط، موفرًا بعض السلع والخدمات التي لم يتمكن المخططون من توفيرها. جرت محاولة لتقنين بعض عناصر الاقتصاد اللامركزي مع الإصلاح الإقتصادي عام 1965م.
على الرغم من أن إحصاءات الاقتصاد السوفيتي معروفة بعدم موثوقيتها وصعوبة تقدير نموه الاقتصادي بدقة،[1][2] إلا أن معظم التقارير أشارت إلى استمرار نموه حتى منتصف ثمانينيات القرن العشرين. وخلال خمسينيات وستينيات القرن العشرين، شهد نموًا مرتفعًا نسبيًا، وكان يلحق بالغرب.[3] ومع ذلك، بعد عام 1970، ورغم استمرار النمو الإيجابي، إلا أنه تراجع بشكل مُطرد وبسرعة أكبر بكثير وثباتًا مقارنةً بالدول الأخرى، كان ذلك بسبب الإنفاق الكبير على سباق التسلح والحرب الباردة في خضام أسباب أخرى.

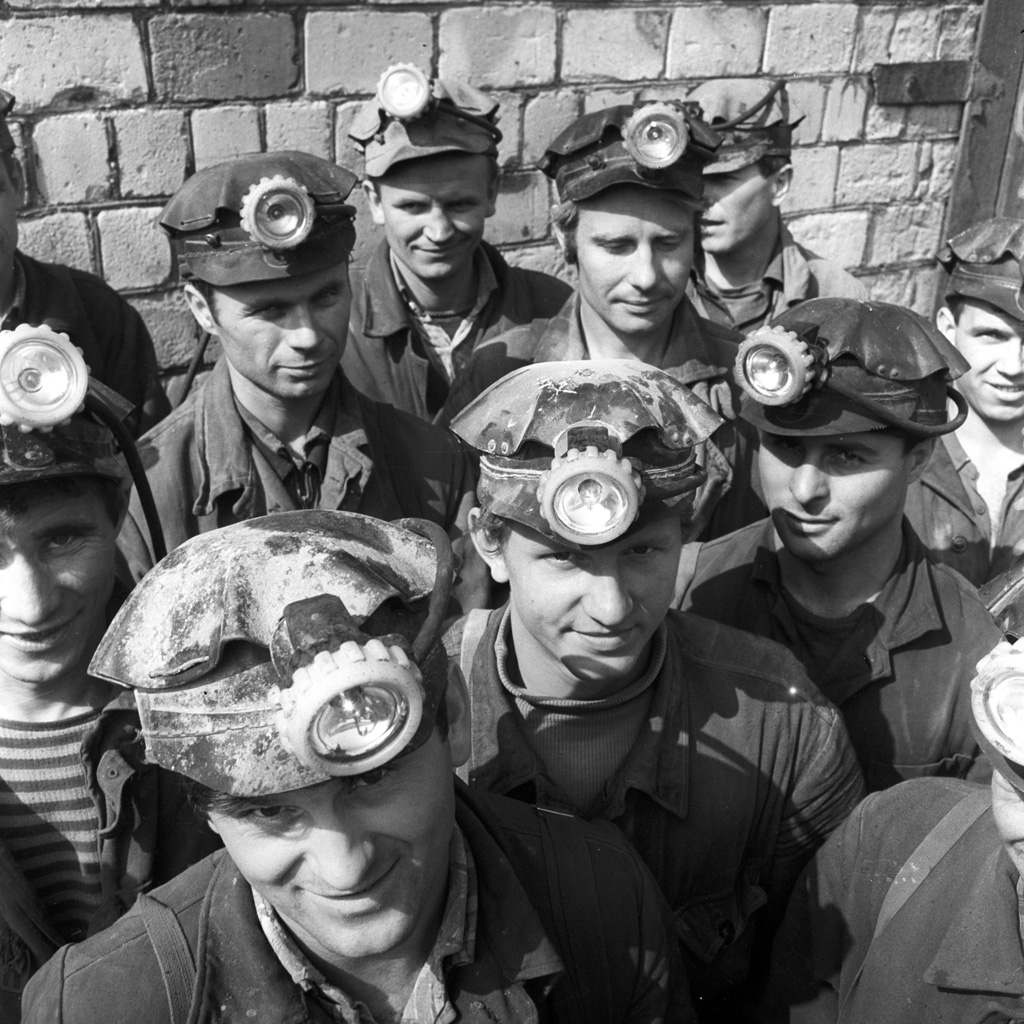
عمال مصنع البوتاس في ساليهورسك، بيلاروسيا، 1968م.

بشكل عام، كان معدل نمو دخل الفرد في الاتحاد السوفيتي بين عامي 1960 و1989م أعلى قليلاً من المتوسط العالمي (بناءً على 102 دولة). زعمت دراسة أجريت عام 1986 ونشرت في المجلة الأمريكية للصحة العامة، نقلاً عن بيانات البنك الدولي، أن النموذج السوفيتي قدم نوعية حياة وتنمية بشرية أفضل من اقتصادات السوق على نفس مستوى التنمية الاقتصادية في معظم الحالات. وفقًا لستانلي فيشر وويليام إيسترلي، كان من الممكن أن يكون النمو أسرع. ووفقًا لحساباتهم، كان من المفترض أن يكون دخل الفرد في عام 1989م أعلى بمرتين مما كان عليه، مع الأخذ في الاعتبار حجم الاستثمار والتعليم والسكان. يعزو المؤلفان هذا الأداء الضعيف إلى انخفاض إنتاجية رأس المال. يذكر ستيفن روزفيلد أن مستوى المعيشة انخفض بسبب استبداد ستالين. وبينما كان هناك تحسن قصير الأمد بعد وفاته، إلا أنه انزلق إلى الركود.
في عام 1987م، حاول ميخائيل جورباتشوف إصلاح الاقتصاد وإنعاشه من خلال برنامجه للبيريسترويكا أو إعادة الهيكلة. وقد خففت سياساته من سيطرة الدولة على المؤسسات، لكنها لم تستبدلها بحوافز السوق، مما أدى إلى انخفاض حاد في الناتج. وبدأ الاقتصاد، الذي كان يعاني بالفعل من انخفاض عائدات تصدير النفط، في الانهيار. وظلت الأسعار ثابتة، وظلت الممتلكات مملوكة للدولة إلى حد كبير حتى بعد تفكك البلاد. وخلال معظم الفترة التي أعقبت الحرب العالمية الثانية وحتى انهيارها، كان الناتج المحلي الإجمالي السوفييتي (تعادل القوة الشرائية) ثاني أكبر اقتصاد في العالم، والثالث خلال النصف الثاني من ثمانينيات القرن العشرين، على الرغم من أنه كان متأخرًا عن دول العالم الأول من حيث نصيب الفرد. وبالمقارنة مع الدول ذات نصيب الفرد المماثل من الناتج المحلي الإجمالي في عام 1928م، شهد الاتحاد السوفييتي نموًا كبيرًا.
في عام ١٩٩٠م، بلغ مؤشر التنمية البشرية في البلاد ٠,٩٢٠ ، مما وضع البلد ضمن فئة «المرتفعة». وكان ثالث أعلى مؤشر في الكتلة الشرقية، بعد تشيكوسلوفاكيا وألمانيا الشرقية، والخامسة والعشرين عالميًا من بين ١٣٠ دولة.

### الطاقة

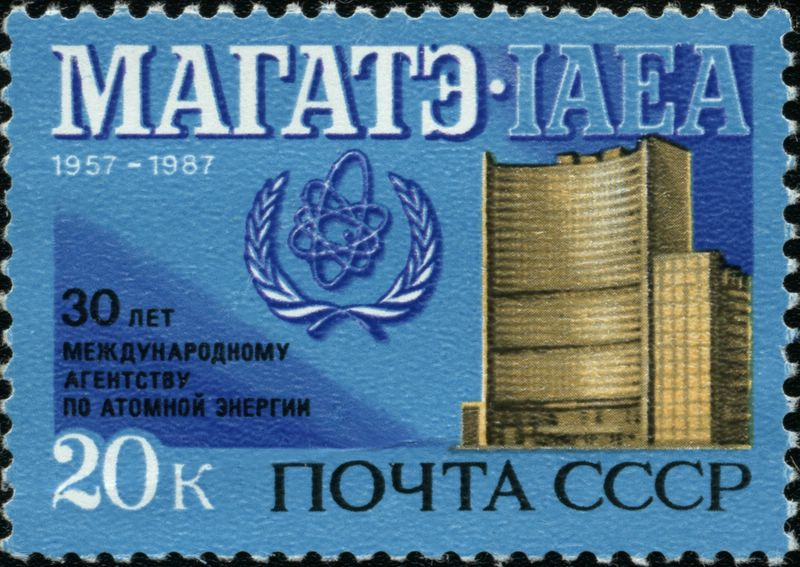
طابع بريدي سوفيتي يصور الذكرى الثلاثين للوكالة الدولية للطاقة الذرية، صدر عام 1987م، بعد عام من كارثة تشيرنوبيل النووية.

انخفضت الحاجة إلى الوقود في الاتحاد السوفيتي من السبعينيات إلى الثمانينيات، لكل روبل من الناتج الاجتماعي الإجمالي ولكل روبل من الناتج الصناعي. في البداية، نما هذا الانخفاض بسرعة كبيرة ولكنه تباطأ تدريجيًا بين عامي 1970 و1975م. ومن عامي 1975 و1980م، نما بشكل أبطأ، بنسبة 2.6٪ فقط. من الناحية النظرية، كان الاتحاد السوفيتي سيستمر في تحقيق معدل نمو اقتصادي يتراوح بين 2 و2.5٪ خلال التسعينيات بسبب حقول الطاقة السوفيتية.  ومع ذلك، واجه قطاع الطاقة العديد من الصعوبات، من بينها الإنفاق العسكري المرتفع للبلاد والعلاقات العدائية مع دول العالم الأول.
في عام 1991م، كان لدى الاتحاد السوفييتي شبكة خطوط أنابيب بطول 82,000 كم  للنفط الخام و206,500 كم أخرى للغاز الطبيعي. تم تصدير البترول والمنتجات القائمة على البترول والغاز الطبيعي والمعادن والخشب والمنتجات الزراعية ومجموعة متنوعة من السلع المصنعة، وخاصة الآلات والأسلحة والمعدات العسكرية. في السبعينيات والثمانينيات، اعتمد الاتحاد السوفييتي بشكل كبير على صادرات الوقود الأحفوري لكسب العملة الصعبة. في ذروته في عام 1988م، كان أكبر منتج وثاني أكبر مصدر للنفط الخام، متفوقًا فقط على المملكة العربية السعودية.

### العلوم والتكنولوجيا

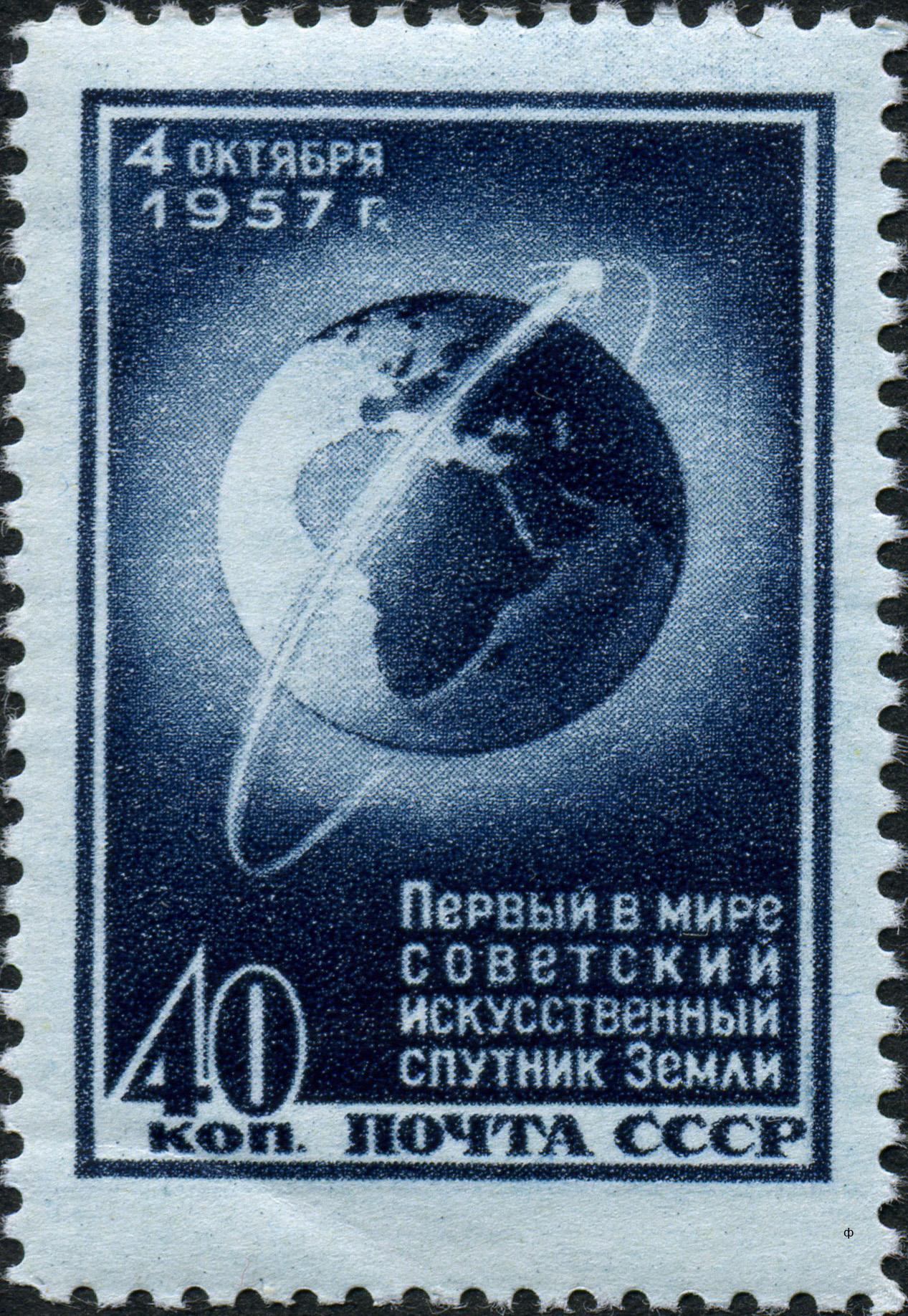
طابع بريدي سوفيتي يظهر مدار سبوتنيك 1.

وضع الاتحاد السوفييتي أهمية كبيرة على العلوم والتكنولوجيا. اعتقد لينين أن الاتحاد السوفييتي لن يتفوق أبدًا على العالم المتقدم إذا ظل متخلفًا تكنولوجيًا كما كان عند تأسيسه. أثبتت السلطات السوفيتية التزامها بمعتقد لينين من خلال تطوير شبكات ضخمة ومنظمات بحث وتطوير. في أوائل الستينيات، حصلت النساء على 40٪ من شهادات الدكتوراه في الكيمياء في الاتحاد السوفييتي، مقارنة بـ 5٪ فقط في الولايات المتحدة. بحلول عام 1989م، كان العلماء السوفيت من بين أفضل المتخصصين تدريبًا في العالم في العديد من المجالات، مثل فيزياء الطاقة ومجالات مختارة من الطب والرياضيات واللحام وتكنولوجيا الفضاء والتقنيات العسكرية. ومع ذلك، بسبب التخطيط الحكومي الصارم والبيروقراطية والحصار الغربي، ظل السوفييت متخلفين كثيرًا عن العالم الأول في الكيمياء والأحياء وعلوم الحاسب. في عهد ستالين، اضطهدت الحكومة السوفيتية علماء الوراثة لصالح الليسينكووية، وهو علم زائف رفضه المجتمع العلمي في الاتحاد السوفييتي وخارجه ولكنه كان مدعوم من الدوائر الداخلية لستالين. نُفِّذ هذا النظام في الاتحاد السوفييتي والصين، مما أدى إلى انخفاض إنتاج المحاصيل، ويُعتقد على نطاق واسع أنه ساهم في مجاعة الصين الكبرى. في ثمانينيات القرن العشرين، أصبح لدى الاتحاد السوفييتي أكبر عدد من العلماء والمهندسين من أي دولة كبرى أخرى نسبةً إلى عدد سكان العالم، وذلك بفضل الدعم الحكومي القوي. وقد تحققت بعض أبرز إنجازاته التكنولوجية، مثل إطلاق أول قمر صناعي فضائي في العالم.
في عهد إدارة الرئيس الأمريكي ريغان، قرر مشروع سقراط أن الاتحاد السوفيتي تعامل مع اكتساب العلوم والتكنولوجيا بطريقة مختلفة جذريًا عن الولايات المتحدة. أعطت الولايات المتحدة الأولوية للبحث والتطوير المحلي في القطاعين العام والخاص. في المقابل، ركز الاتحاد السوفيتي بشكل أكبر على اكتساب التكنولوجيا الأجنبية، وهو ما فعله بوسائل سرية وعلنية بسبب حظر التكنولوجيا.

### وسائل المواصلات

الخطوط الجوية السوفيتية والروسية حاليا: إيروفلوت.

## الديانات
كانت الحكومة السوفيتية في مجلس السوفيت قد نفذت في تلك الفترة إجراءات مشددة وقيودًا صارمة على أماكن العبادة سواء في الجمهوريات ذات الأغلبية المسيحية أو المسلمة أو البوذية وغيرها من الديانات إذ يجد المتتبع لتاريخ الاتحاد ونظامه الشيوعي في أدبيات الحزب الحاكم وفي مؤسساته الحزبية وخاصة في تنظيماته الشبابية قد صورت العبادات وأماكن التعبد بشيء من الاستخفاف فضلا عن النيل منها في طروحات دراسية أو فلسفية فكرية جاءت بالضد من الدين والنظرة إليه وقد انتشر الإلحاد بكثرة في أرجاء الأراضي السوفيتية.

## عيد النصر على النازية
يعد عيد النصر من أهم الأعياد في الاتحاد السوفيتي بعد انتصار الجيش الأحمر السوفيتي على ألمانيا النازية وعند الاحتفال بالعيد تقوم القوات المسلحة السوفيتية باستعراض عسكري في الساحة الحمراء في العاصمة السوفيتية موسكو وتبدأ بذلك مراسم الاحتفال بعيد النصر في الحرب العالمية الثانية ومازال حتى يومنا هذا يحتفل بهذا العيد في روسيا وجمهوريات الاتحاد السوفيتي السابق في التاسع من ايار.

## منظمة حلف وارسو
تشكلت هذه المنظمة الشيوعية والتي تضم الاتحاد السوفيتي والدول الشيوعية التابعة له ضد حلف الناتو وهما السببان في نشوب الحرب الباردة وقد انحلت هذه المنظمة عام 1991 بعد انهيار اتحاد الجمهوريات الاشتراكية السوفيتية.

## الثقافة

### الرسم
ازدهر فن الرسم خاصة بازدهار الأفكار الشيوعية والعمالية. وأيضاً في الحرب العالمية الثانية عند الاجتياح الألماني للاتحاد السوفيتي مما دفع بدور النشر إلى نشر معلقات تشجع الشباب للانضمام للحرب.

### فن الغناء
ازدهر الغناء بشكل كبير في روسيا وأغاني وطنية سوفيتية كثيرة والتي كانت تشجع الجنود السوفيت على الانتصار وعدم الاستسلام في الحرب العالمية الثانية مثل الأغنية الروسية الشهيرة (كاتيوشا).

## زعماء الاتحاد السوفيتي
- فلاديمير لينين 1917 - 1922
- جوزيف ستالين 1922- 1953
- جورجي مالينكوف 1953 - 1955
- نيكيتا خروتشوف 1955 - 1964
- ليونيد بريجنيف 1964 - 1982
- يوري أندروبوف 1982 - 1984
- قسطنطين تشيرنينكو 1984- 1985
- ميخائيل غورباتشوف 1985- 1991

## الشيوعية والاشتراكية والأفكار الماركسية
كان نظام الدولة السوفيتية وهو شيوعي اشتراكي يعتمد على الأفكار الماركسية ومؤسسا الحركة الشيوعية كارل ماركس وفريدريك انجلز وأيضاً هناك أحزاب شيوعية هي الماركسية الينينية والستالينية والتروتسكية والماوية.

## جمهوريات الاتحاد السوفيتي
وتكوّن الاتحاد السوفيتي في البداية من اتحاد أربع جمهوريات سوفيتية اشتراكية سابقة إلا أنه بحلول عام 1956 كان الاتحاد السوفيتي قد أصبح كياناً ممثلا لخمس عشرة دولة اتحادية وهم:
- جمهورية أرمينيا الاشتراكية السوفيتية
- جمهورية أذربيجان الاشتراكية السوفيتية
- جمهورية إستونيا الاشتراكية السوفيتية
- جمهورية أوزبكستان الاشتراكية السوفيتية
- جمهورية أوكرانيا الاشتراكية السوفيتية
- جمهورية بيلاروس الاشتراكية السوفيتية
- جمهورية تركمانستان الاشتراكية السوفيتية
- جمهورية جورجيا الاشتراكية السوفيتية
- جمهورية روسيا الاتحادية الاشتراكية السوفيتية
- جمهورية طاجيكستان الاشتراكية السوفيتية
- جمهورية كازاخستان الاشتراكية السوفيتية
- جمهورية قيرغيزستان الاشتراكية السوفيتية
- جمهورية لاتفيا الاشتراكية السوفيتية
- جمهورية ليتوانيا الاشتراكية السوفيتية
- جمهورية مولدوفا الاشتراكية السوفيتية.

## انهيار اتحاد الجمهوريات الاشتراكية السوفيتية
بعد تدهور الأوضاع في الاتحاد السوفيتي ووعود غروباتشوف بالإصلاح الاقتصادي وخفض التوتر الأمريكي السوفيتي تفكك الاتحاد السوفيتي بعدما وصل بوريس يلتسن إلى الحكم في روسيا وإعلان رابطة الدول المستقلة.

### الاتحاد الروسي
بعد اتفاقية حل الاتحاد السوفيتي عام 1991 تم إعلان رابطة الدول المستقلة وأصبح بوريس يلتسن أول رئيس للاتحاد الروسي بعدما تفكك الاتحاد السوفيتي وسقوط النظام الشيوعي ولكن رغم سقوط الاشتراكية في روسيا شُكِّلَ الحزب الشيوعي لروسيا الاتحادية.

## الملاحظات
1. ↑  بحكم الواقع قبل 1990.
2. ↑  بحكم الواقع.
3. ↑  مارس–سبتمبر.
4. ↑  مجلس تشريعي واحد
5. ↑  34,374,483 km2.

## روابط خارجية
لا توجد روابط لمواقع التواصل الاجتماعي.

- الاتحاد السوفيتي على موقع الموسوعة البريطانية (الإنجليزية)